# Cappella Palatina (Aquisgrana)
La Cappella Palatina (in tedesco Pfalzkapelle) è il nucleo più antico della cattedrale di Aquisgrana e fu fatta costruire da Carlo Magno tra il 786 e l'804 come tempio annesso al suo palazzo imperiale. Nonostante le aggiunte, le modifiche e i restauri nei secoli successivi la sua struttura e soprattutto il suo corredo di opere di oreficeria sono ancora eccezionalmente conservati e ne fanno il più noto esempio della c.d. "arte carolingia".
La struttura deve il suo nome alla parola latina "capa", lett. "cappa", con riferimento alla reliquia del mantello di Martino di Tours che si trovava nell'edificio.

Non ci sono documenti d'epoca relativi a questo monumento, a parte una lettera di Alcuino, consigliere di Carlo Magno, che menziona le colonne del livello superiore erette nel 798.
Come parte della cattedrale di Aquisgrana, la Cappella è patrimonio dell'umanità dell'UNESCO dal 1992.

## Storia

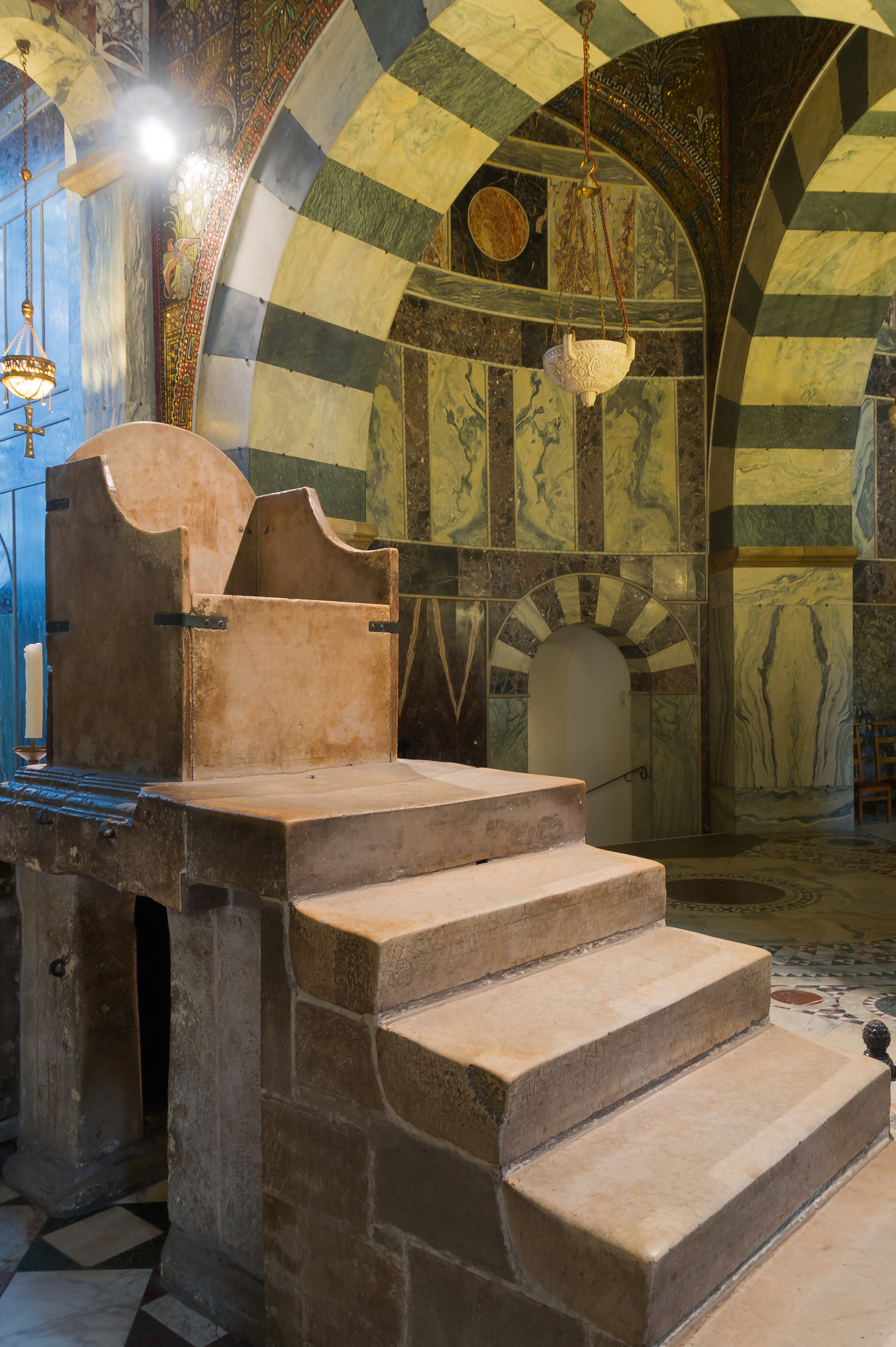
Il Trono Reale di Aquisgrana nella tribuna della Cappella Palatina

Nel generale contesto di rinascita e riorganizzazione politica, culturale e artistica oggi nota come rinascita carolingia e diversamente dai predecessori Merovingi e da quanto fatto da suo padre Pipino il Breve, Carlo Magno risolse di abbandonare la pratica della "corte itinerante" e dare al suo nuovo impero una capitale fissa. Dopo un iniziale, infruttuoso tentativo a Ingelheim am Rhein, vicino a Magonza, Carlo scelse Aquisgrana, nota sede termale (da cui il toponimo Aquis villa), presso la quale Pipino il Breve deteneva una residenza ottenuta dalla ristrutturazione della vecchia sede del governatore romano.
Nel 792 partirono i lavori di costruzione del Palazzo imperiale che avrebbe dovuto comprendere: (i) edifici residenziali per il monarca, la sua famiglia e la corte; (ii) un'aula per i ricevimenti; e (iii) una cappella per le funzioni religiose che al contempo legittimasse il potere spirituale dell'imperatore e fungesse da suo mausoleo. Il cantiere si sarebbe protratto per dodici anni, un lasso di tempo relativamente breve data la vastità dei lavori, e il palazzo stesso fu occupato da Carlo sin dall'800. La cappella fu invece consacrata alla Vergine Maria durante la festa dei re Magi dell'804 da papa Leone III.
La cappella palatina era (ed è) un edificio a cupola a pianta centrale. L'estremità orientale aveva un'abside quadrata, ed era originariamente fiancheggiata da due strutture basilicali, ora perdute ma conosciute attraverso archeologia. Alla cappella si accedeva attraverso un atrio monumentale, a ovest. La pianta e la decorazione dell'edificio combinano elementi di architettura classica, bizantina e preromanica e materiali opulenti che manifestano il potere ed il sogno di renovatio imperii della nuova dinastia carolingia.
L'architetto responsabile dei lavori, Oddone da Metz, operava sotto il diretto controllo di Eginardo, il sovrintendente alle fabbriche ed alle imprese artistiche dell'imperatore stesso. Oddone è nominato in un'iscrizione del X secolo intorno alla cupola: Insignem hanc dignitatis aulam Karolus caesar magnus instituit; egregius Odo magister explevit, Metensi fotus in urbe quiescit. Di lui non si sa più nulla. L'edificio da lui progettato ha un esterno semplice e un interno complesso, con una cupola ottagonale a doppia conchiglia che poggia su pesanti pilastri, un prospetto a due piani e un elaborato rivestimento e decorazione.
Nel 936, Ottone I, il primo imperatore del Sacro Romano Impero della dinastia ottoniana, approfittò della stretta associazione della cappella con Carlo Magno e tenne la sua incoronazione a re di Germania là. Gli imperatori del Sacro Romano Impero continuarono ad essere incoronati nella Cappella Palatina fino al 1531. Nel 1000, in quella che era probabilmente una mostra simbolica, Ottone III collocò nella cappella la tomba di Carlo Magno e gli rese omaggio. La tomba originale era probabilmente una nicchia sepolcrale, in seguito nota come "Karlsmemorie" ma distrutta nel 1788.
Distrutte in gran parte le strutture del palazzo imperiale, si adattò la Cappella a cattedrale, aggiungendovi in epoca gotica un lungo coro dal tetto a forte spiovente.

## Descrizione

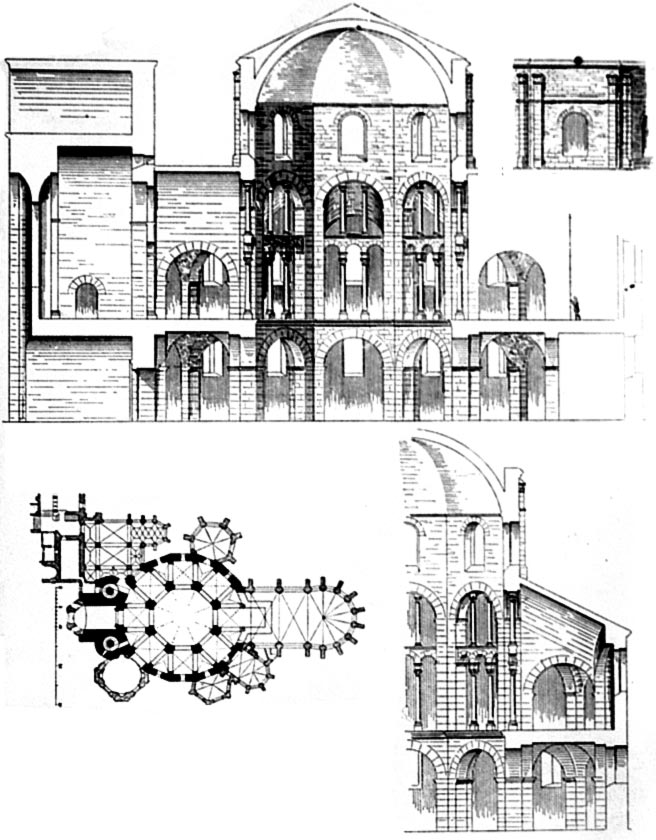
Planimetria complessiva e alzato della Cattedrale di Aquisgrana

Il complesso palaziale realizzato per Carlo Magno era molto esteso. La cappella era disposta a sud, simmetricamente all'aula regia. Un atrio rettangolare precede il Westwerk (alto 20 metri, incorniciato da due torri scalari originariamente chiuse da una porta bronzea a due ante) che sovrasta la cappella a pianta centrale. Diversi edifici erano occupati dai chierici della cappella e formavano una pianta a croce latina: a est una curia, a nord e a sud degli uffici collocati in due ambienti di forma "basilicale" (aggiunti dopo la morte di Carlo Magno, forse per il Concilio di Aquisgrana dell'817, uno dei numerosi concili ospitati dalla struttura).

### Pianta
La pianta della cappella è molto elaborata (di «impianto originale», com'ebbe a definirla lo stesso Eginardo), poiché si compone di un ottagono centrale di 16,54 metri di diametro e di un deambulatorio anulare esagonale. Nell'ambulacro ci sono otto campate esagonali, scanalate all'inguine, senza travi trasversali. Si passa dalla pianta centrale ottagonale a quella periferica esagonale aggiungendo volte triangolari (quarti di volte). A est c'era un'abside rettangolare, oggi scomparsa.
Il numero otto dai molteplici significati simbolici, era fra l'altro simbolo della Resurrezione, l'ottavo giorno della tradizione cristiana, che segue il sabato e simboleggia il nuovo cammino dopo la Resurrezione di Cristo; per questo era già stato usato in pianta in numerosi edifici che fecero da modello per la cappella carolingia: il Battistero del Laterano, la Basilica di San Lorenzo (Milano), la bizantina Basilica di San Vitale (Ravenna) (a sua volta eco della grande Hagia Sophia di Costantinopoli) o la Chiesa di Santa Maria alle Pertiche a Pavia, di epoca longobarda, che presentava un corpo centrale particolarmente sviluppato in altezza, come ad Aquisgrana, a differenza degli esempi bizantini e paleocristiani. A sua volta la cappella palatina di Carlo fu un esempio di grande influenza per l'architettura successiva.

### Esterno
Esternamente, oggi, si nota chiaramente la divisione della Cattedrale di Aquisgrana in tre parti: il Westwerk, la Cappella Palatina e il Coro gotico.

### Interno
L'ingresso era anticamente preceduto da un quadriportico, come nelle basiliche paleocristiane. Qui sul lato inferiore si trova il Westwerk. In questo ingresso monumentale era presente un nicchione verso l'esterno con una tribuna al di sopra del portale: qui l'imperatore si mostrava al popolo incorniciato dalla maestosa architettura per riceverne l'acclamazione. All'interno, si accede dal Westwerk al deambulatorio anulare di 16 lati con basse volte a crociera e da lì al vano cupolato. 
Il prospetto interno della Cappella è caratterizzato da tre livelli ben percepibili:
1. i grandi archi;
2. la tribuna;
3. il tamburo finestrato sormontato dalla cupola.

I grandi archi a tutto sesto poggiano su poderosi pilastri cruciformi e sorreggono gli archi monumentali della tribuna.
La tribuna, così definita per la presenza del Trono Reale di Aquisgrana, circonda interamente il perimetro con un matroneo, aperto sul vano centrale sempre da archi a tutto sesto articolati in un doppio piano di colonne con capitelli corinzi, corredati nel registro inferiore da pulvino, forte citazione da San Vitale e Santa Sofia. Le colonne, per lo più antiche, provengono da Roma, Treviri e Ravenna. Il livello inferiore delle campate della tribuna è racchiuso da un parapetto costituito da griglie bronzee con decorazione geometrica. La galleria è voltata a botti trasversali (semi-cilindri paralleli tra loro). L'uso della stessa tipologia di archi semicircolari e l'alternanza di chiavi di volta bicrome consente una corrispondenza visiva tra il livello dei grandi archi e il livello della tribuna. La verticalità dell'edificio è accentuata dalle colonnine raggruppate e dalle linee rette e culmina nel tamburo soprastante.

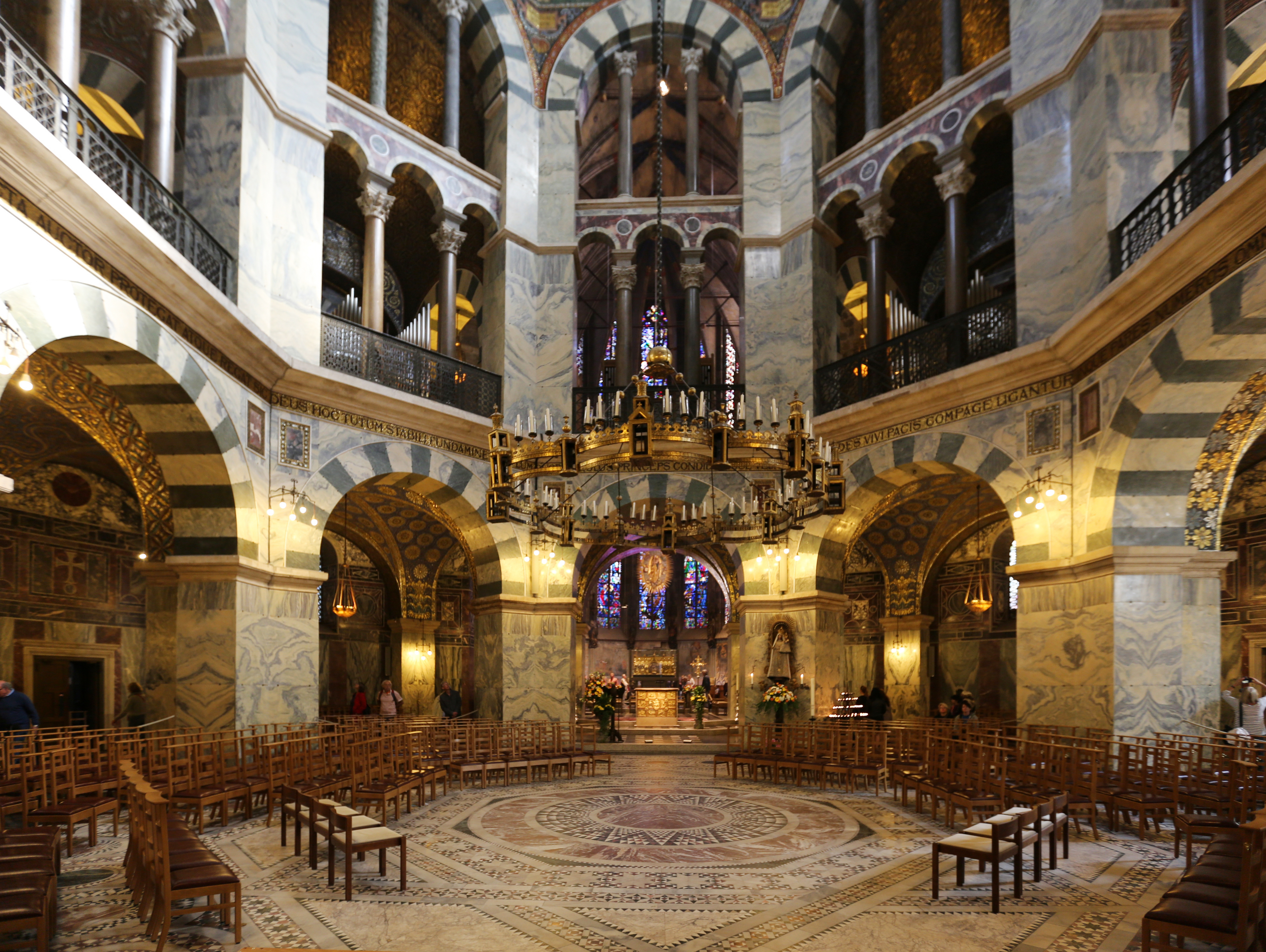
Livello I - Grandi archi
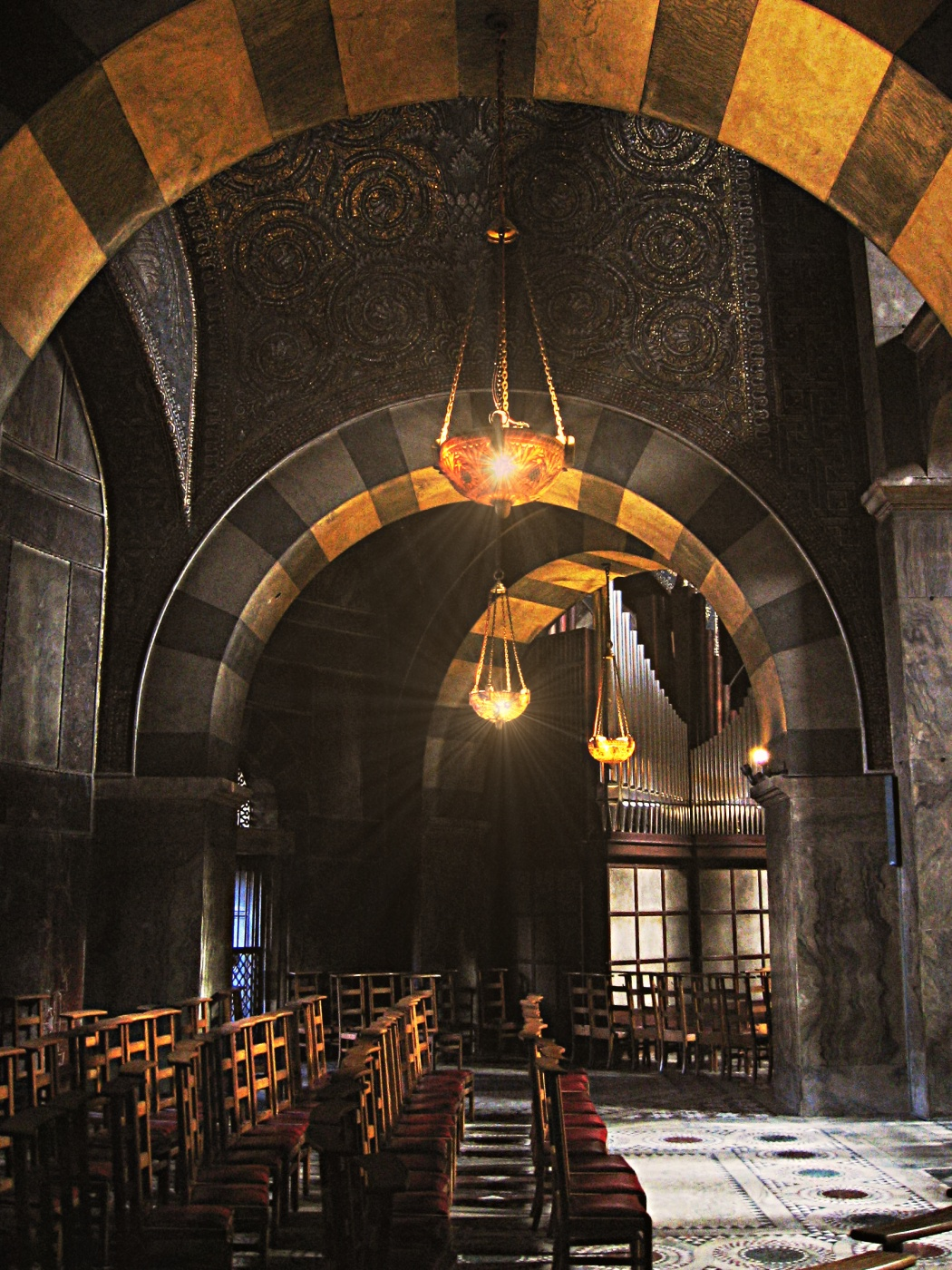
Livello I - Grandi archi visti dal deambulatorio
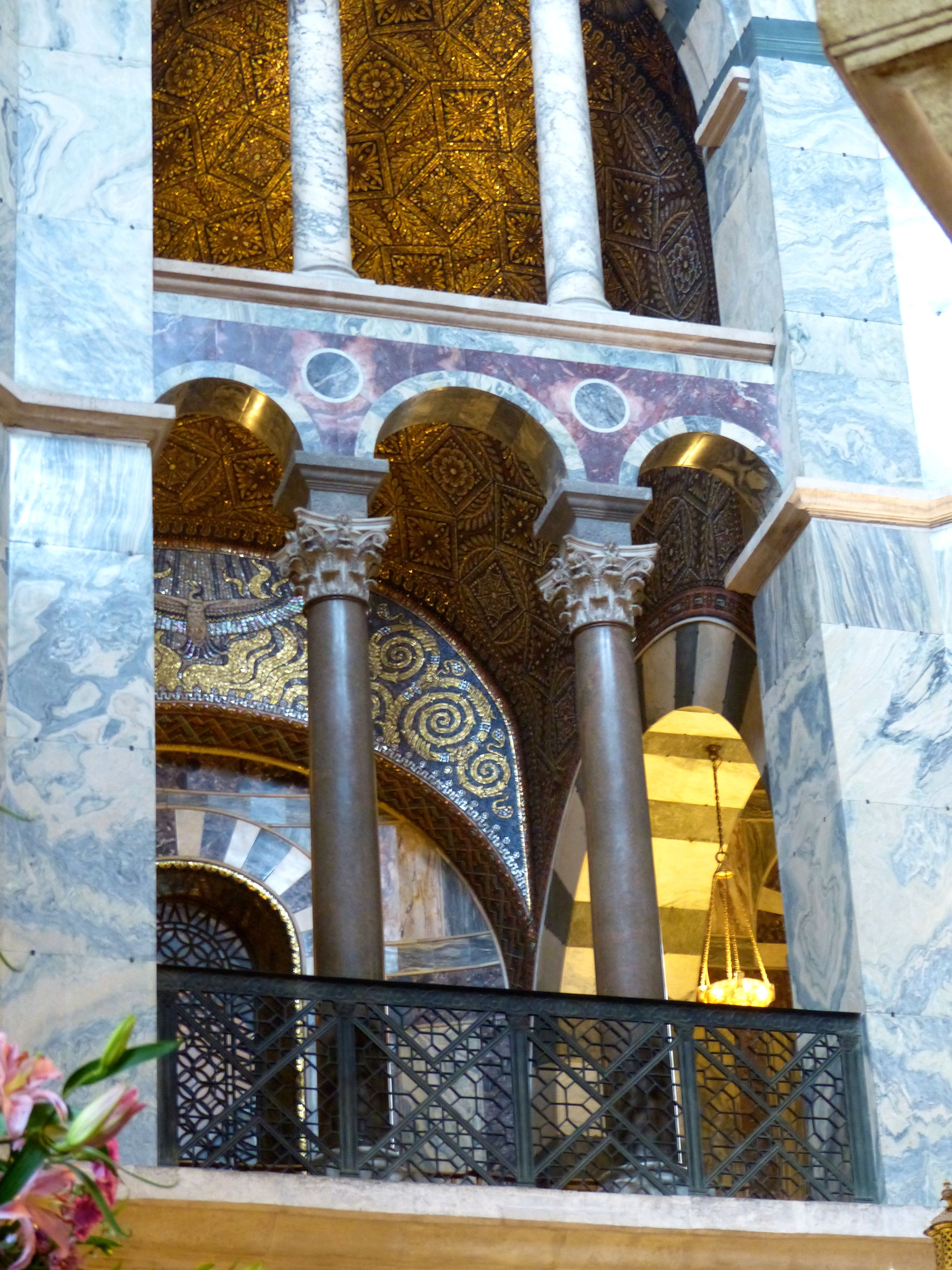
Livello II - Tribuna vista dal basso
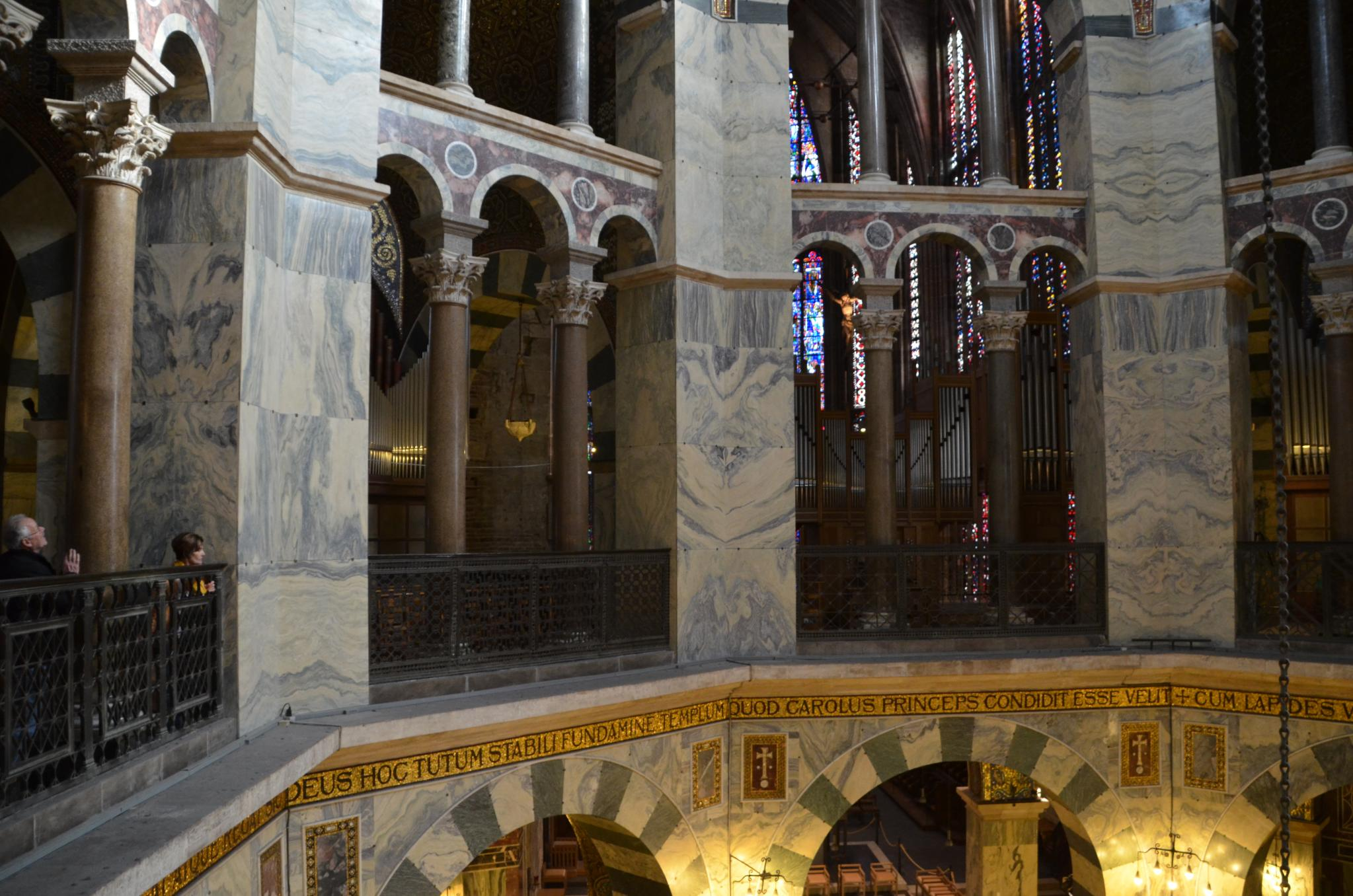
Livello II - Tribuna

Il tamburo ottagonale ha finestre alte e sobrie, senza strombature, munite di un pennacchio. La cupola, a otto lati, troneggia a più di 33 metri di altezza. È costituita da una volta a crociera, senza costoloni né pennacchi, poiché non si passa da una pianta quadrata a una ottagonale, le pareti su cui poggia la cupola già formando un ottagono. La sommità della cupola è un semplice punto di giunzione delle volte. L'alzato della Cappella combina così elementi architettonici desunti da modelli bizantini e tardo-antichi e li rilegge in chiave più verticalizzante anticipando una delle caratteristiche fondamentali dell'arte romanica.

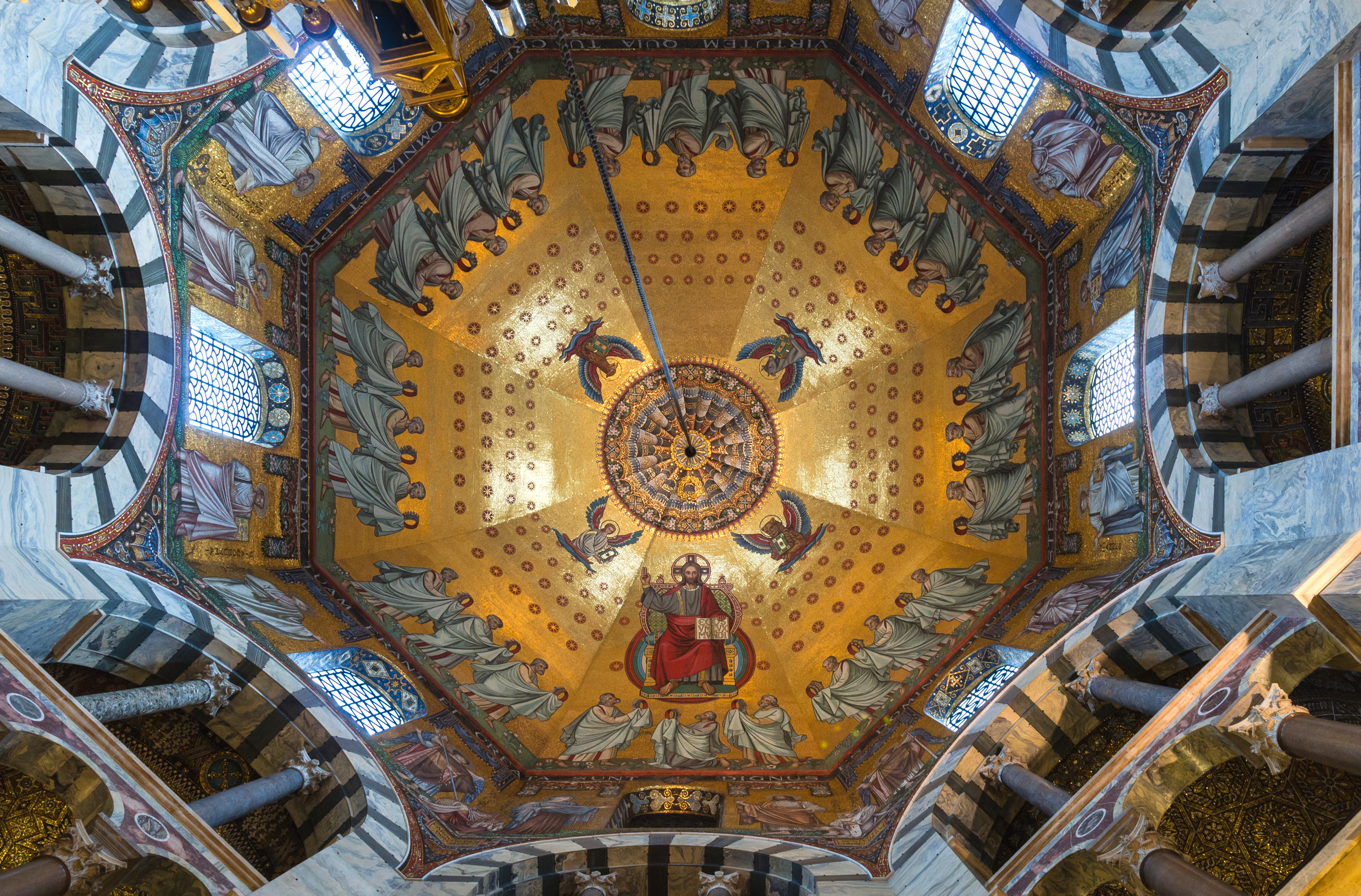
La cupola
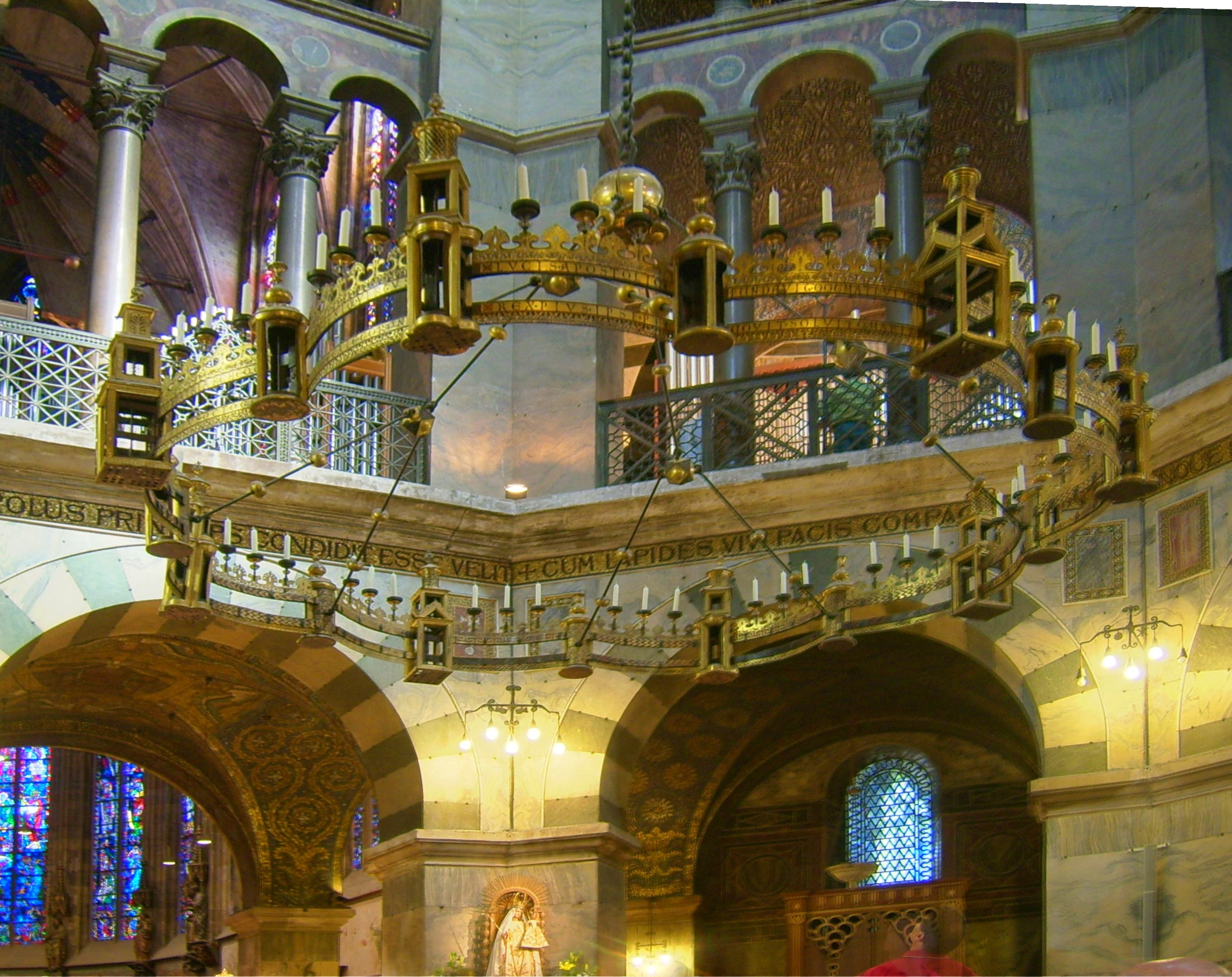
Candeliere del Barbarossa

Il mosaico che ornava la cupola è scomparso nel XVIII secolo ma è noto attraverso un'incisione di Giovanni Ciampini (1633-1698) e alcune descrizioni. Recava l'effige del Cristo in trono con i ventiquattro Anziani dell'Apocalisse. Il mosaico attuale, di stile neo-bizantino, fu realizzato dall'architetto belga Jean-Baptiste Bethune nel triennio 1879-1881 nella bottega di Antonio Salviati a Venezia.

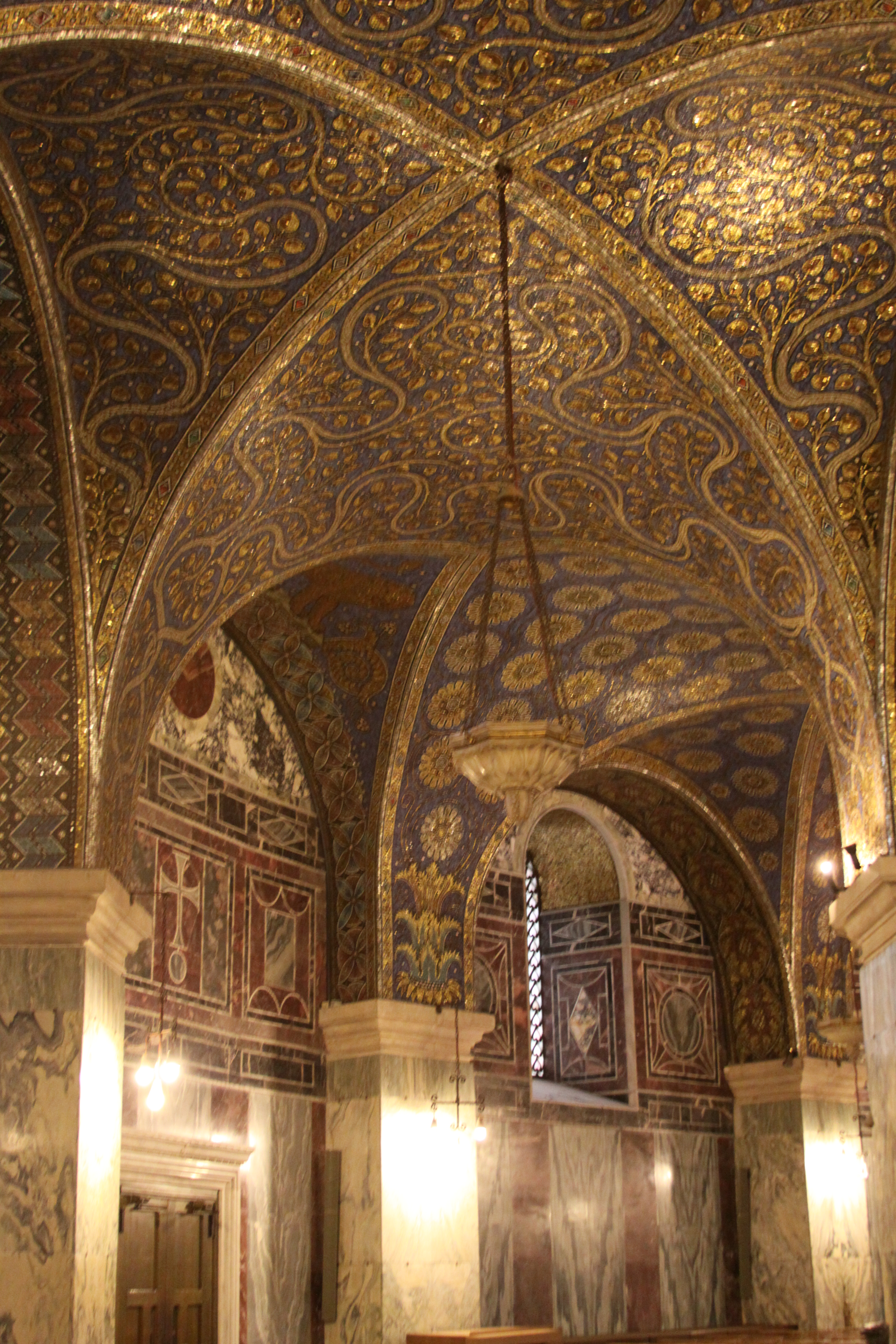
Tutte le volte sono ricoperte di mosaici
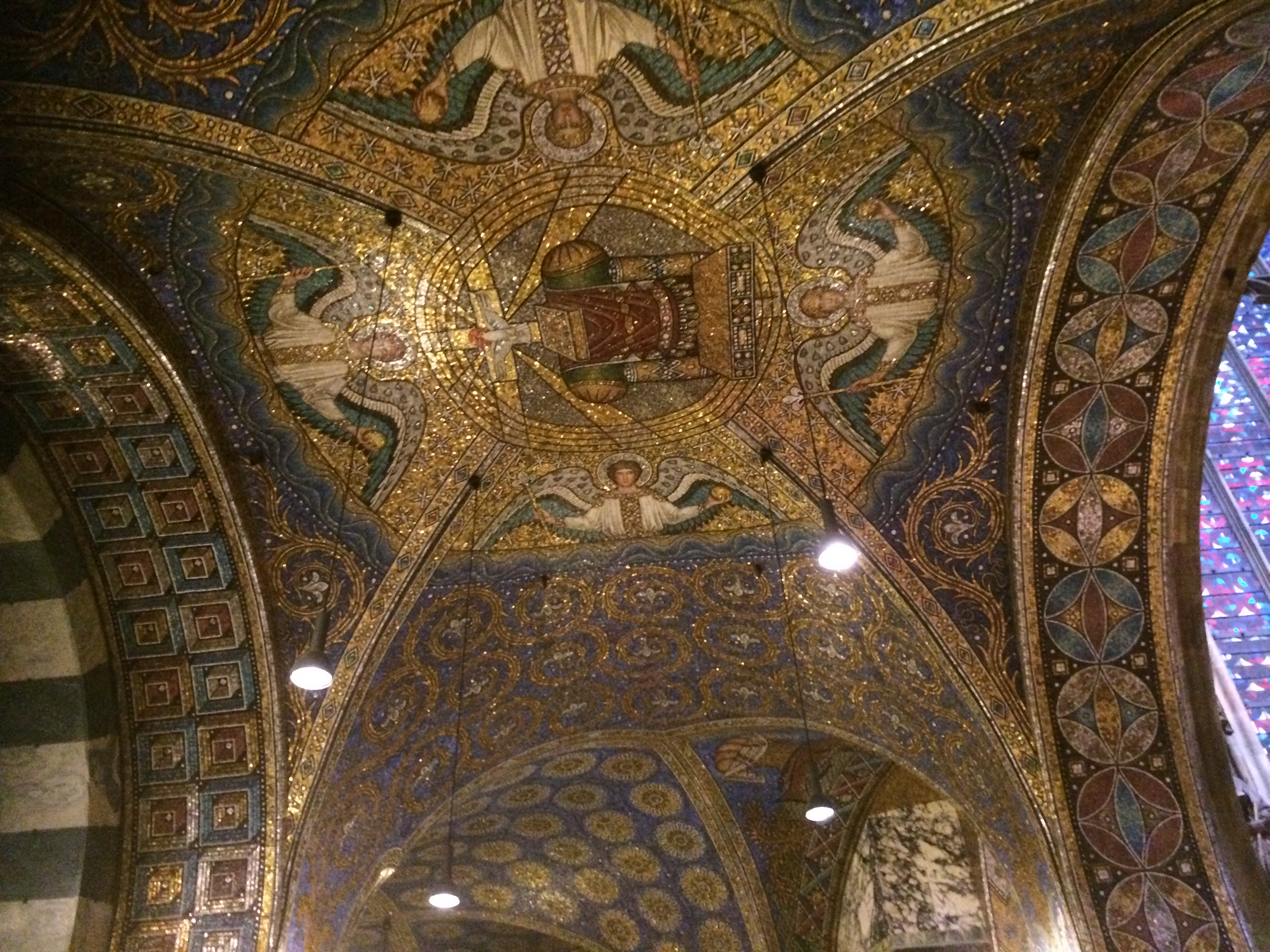
Mosaico al livello inferiore
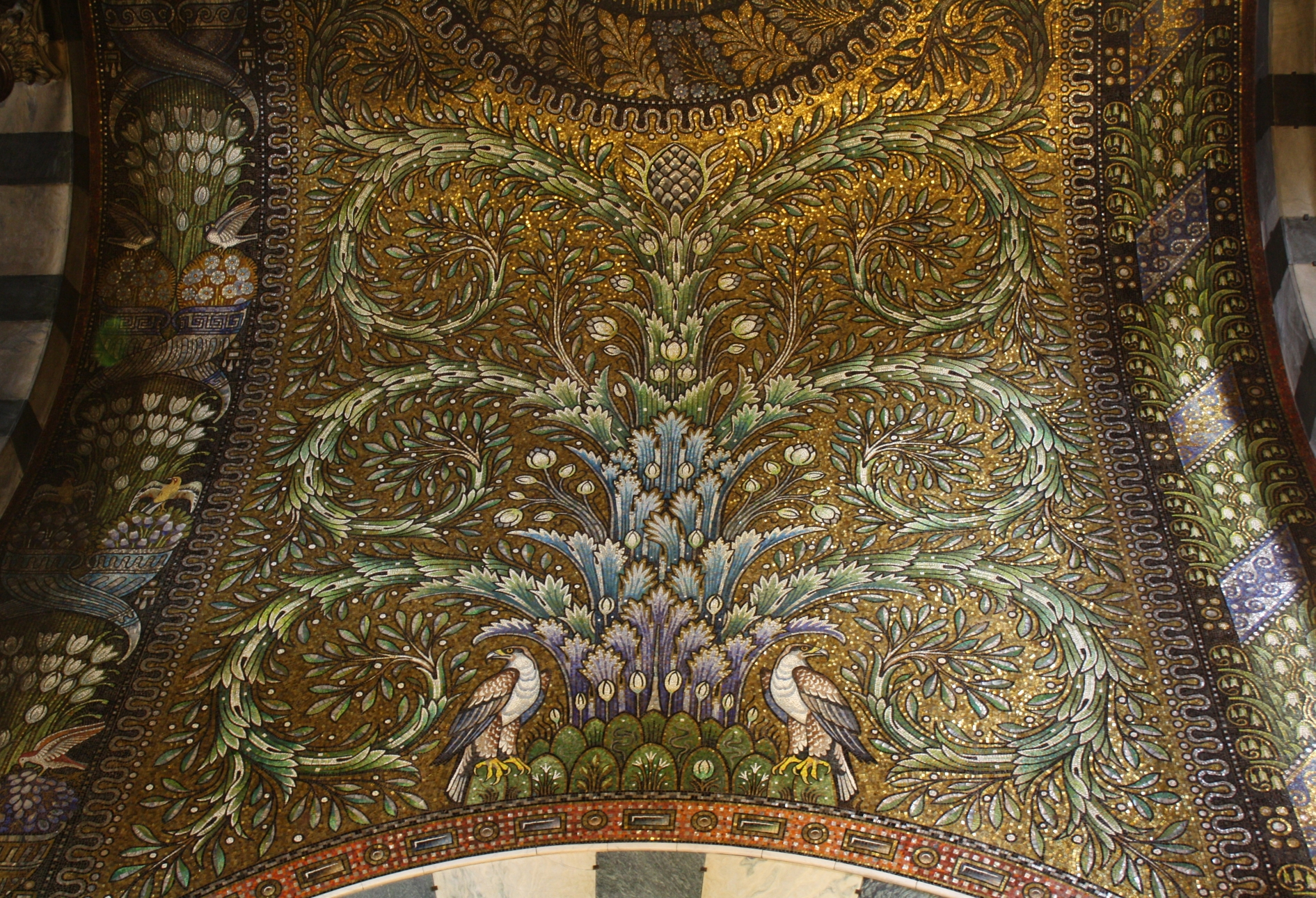
Un mosaico

### Decorazioni e arredi
I marmi policromi, cui si deve lo sfarzo quasi accecante del decoro, furono originariamente fatti portare dall'Imperatore da Roma e Ravenna, dunque materiale di spoglio, come i capitelli delle colonne. Purtroppo perduto è il mosaico nella cupola raffigurante il Cristo in trono raffigurato con veste purpurea e circondato dai Vegliardi dell'Apocalisse: era un'immagine idealizzata e fondante del potere imperiale stesso. Sia i mosaici sia la maggior parte dei marmi risalgono al rifacimento curato dopo la fondazione dell'Impero tedesco nel XIX secolo. Tra le decorazioni originarie figurano le porte e le transenne bronzee della tribuna, opere questa volta non di spoglio ma commissionate da Carlo ad artigiani che ne seguirono l'ispirazione antico-romana e paleocristiana: le porte, suddivise in eleganti specchiature da cornici a rilievo, sono in alcuni casi anche ornate da teste leonine campite nel centro. Al primo piano, nel matroneo, si trova tuttora anche il trono imperiale in marmo pario. 
Nel mezzo del pavimento dell'ottagono troneggiava nell'XI secolo il "Pulpito di Enrico II" (donato nel 1014), magnifico esempio di oreficeria ottoniana, spostato nel XV secolo contro una delle pareti quando il Coro gotico fu aggiunto alla Cappella.
Dalla cupola pende ancora oggi il celebre "Lampadario Barbarossa", in rame dorato (diametro 4,16 m), in forma di Gerusalemme Celeste, cioè parimenti ottagonale (composto da 8 segmenti circolari, coperti da fasce decorate a traforo, uniti da 8 lanterne) offerto alla Vergine dall'imperatore Federico Barbarossa (r. 1155–1190) e sua moglie Beatrice di Borgogna.

## Analisi

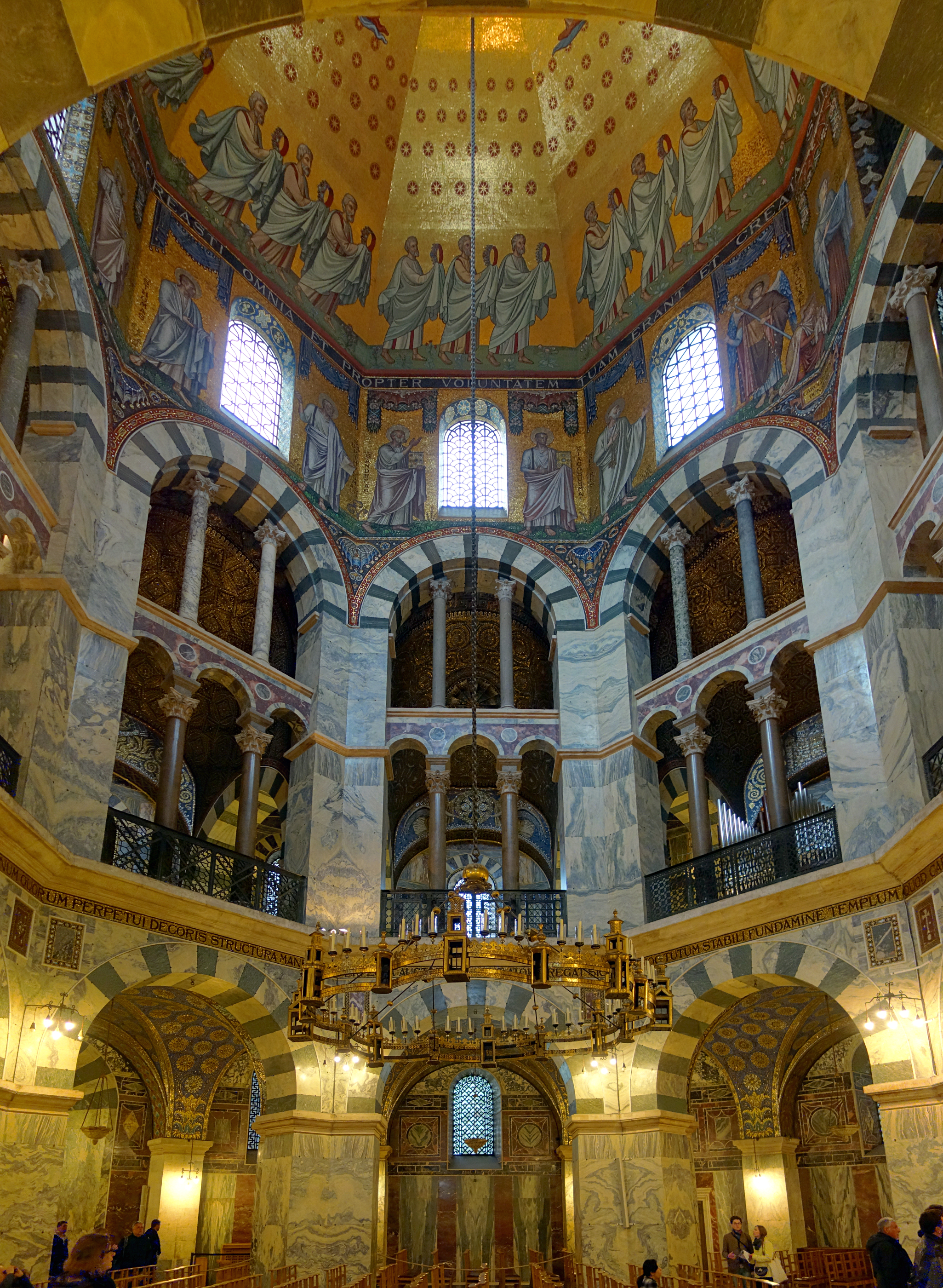
Interno della cappella

### Caratteristiche architettonico-costruttive
Tipico esempio di architettura carolingia, la cappella alterna all'opera in pietra di piccole dimensioni quella a medie dimensioni per i pilastri, gli archi, le pareti laterali, le catene angolari e i corsi di separazione dei diversi livelli. Ciò dimostra una riflessione tecnica senza equivalenti per l'epoca. Questo tecnicismo è visibile ad esempio attraverso la solidità della costruzione.

### Motivi e materiali decorativi
Ci sono un gran numero di oggetti d'antiquariato riutilizzati, in particolare italiani (da Ravenna e Roma). Le colonne di porfido e vari marmi sono solo un elemento decorativo: non hanno funzione portante. Ciò ha permesso di attuarli in attacco (taglio nella direzione del loro letto di carriera che li indebolisce verticalmente). I capitelli corinzi in marmo bianco potrebbero provenire dal Palatino. A partire dal 2010 ne rimangono otto, gli altri sono stati depositati nel Museo delle lapidi di Aquisgrana.
Il riutilizzo è una pratica comune nell'Alto Medioevo. Tuttavia, i prestiti non sono generalizzati. I cancelli e le porte in bronzo furono realizzati localmente dalle officine dell'imperatore.

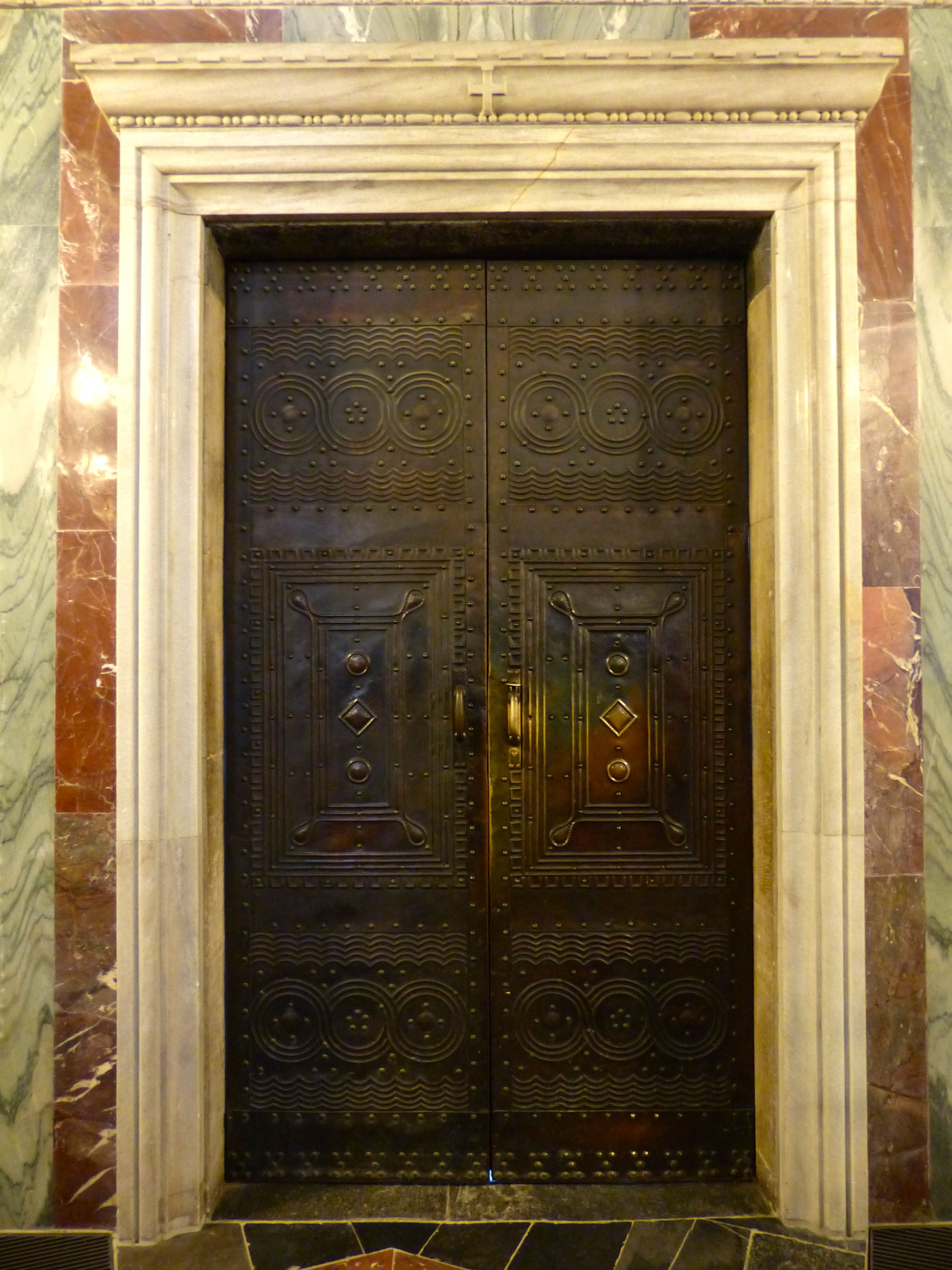
Una porta carolingia in bronzo massiccio
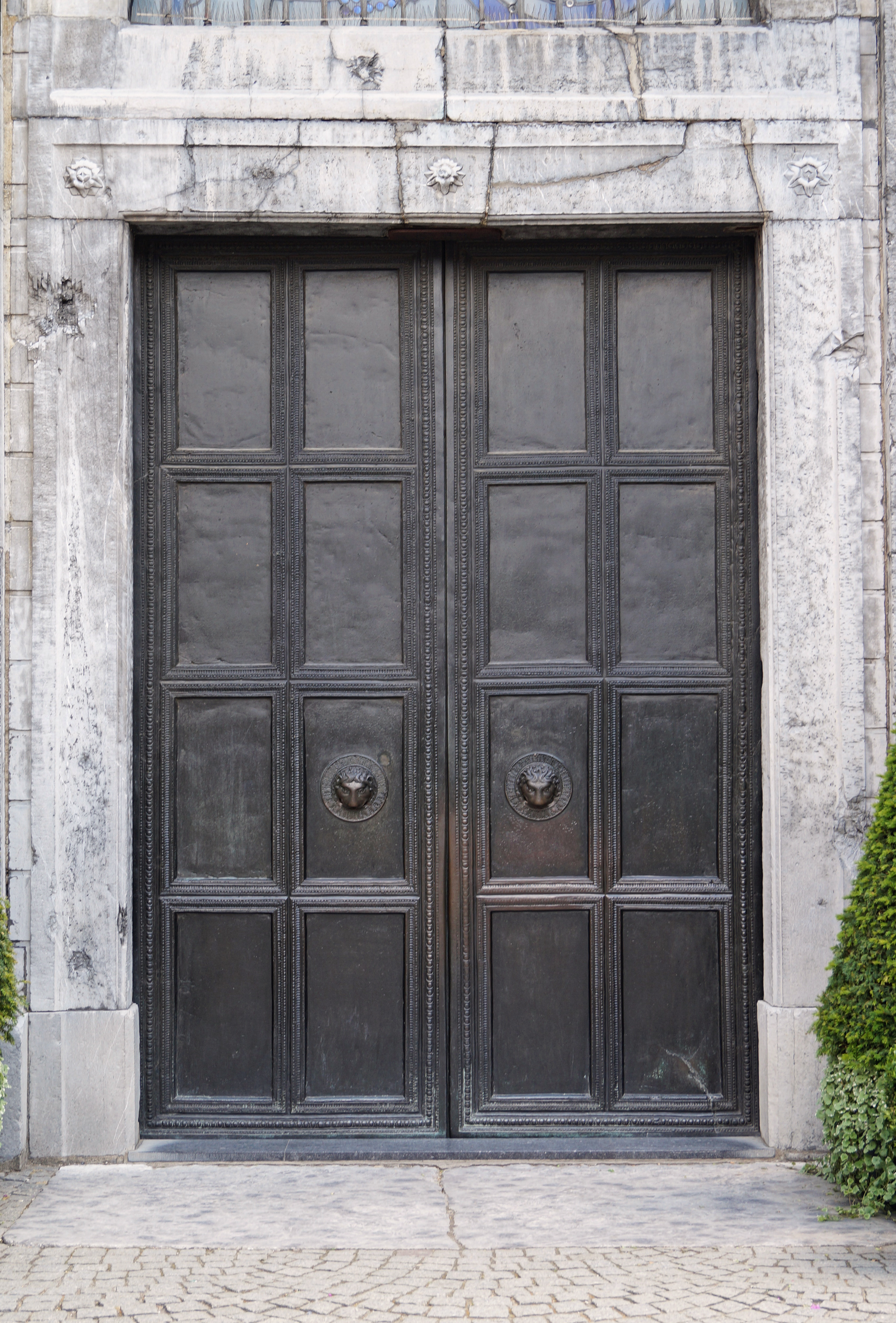
Un'altra porta di bronzo, sempre di Carlo Magno
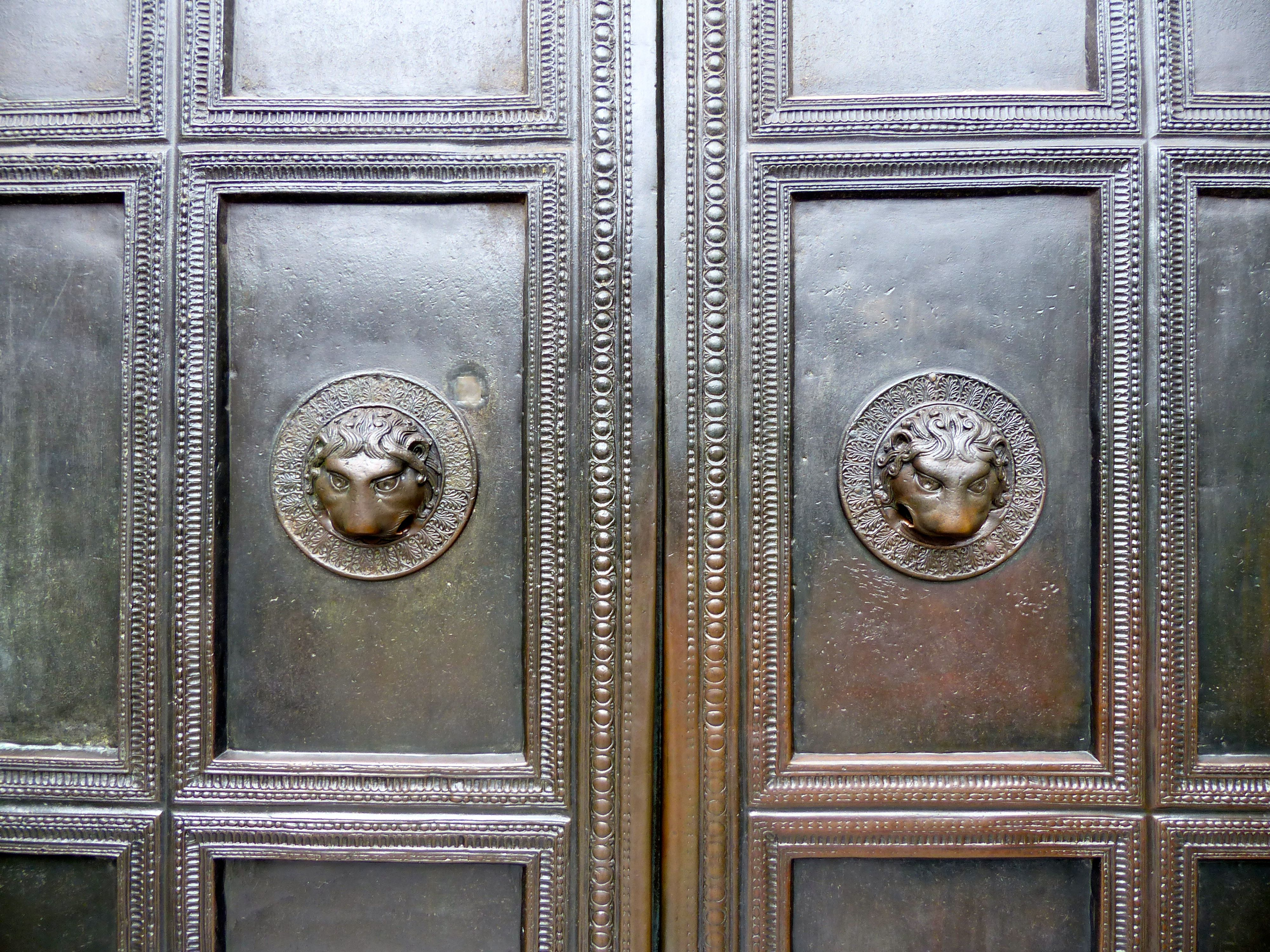
Dettaglio porta in bronzo
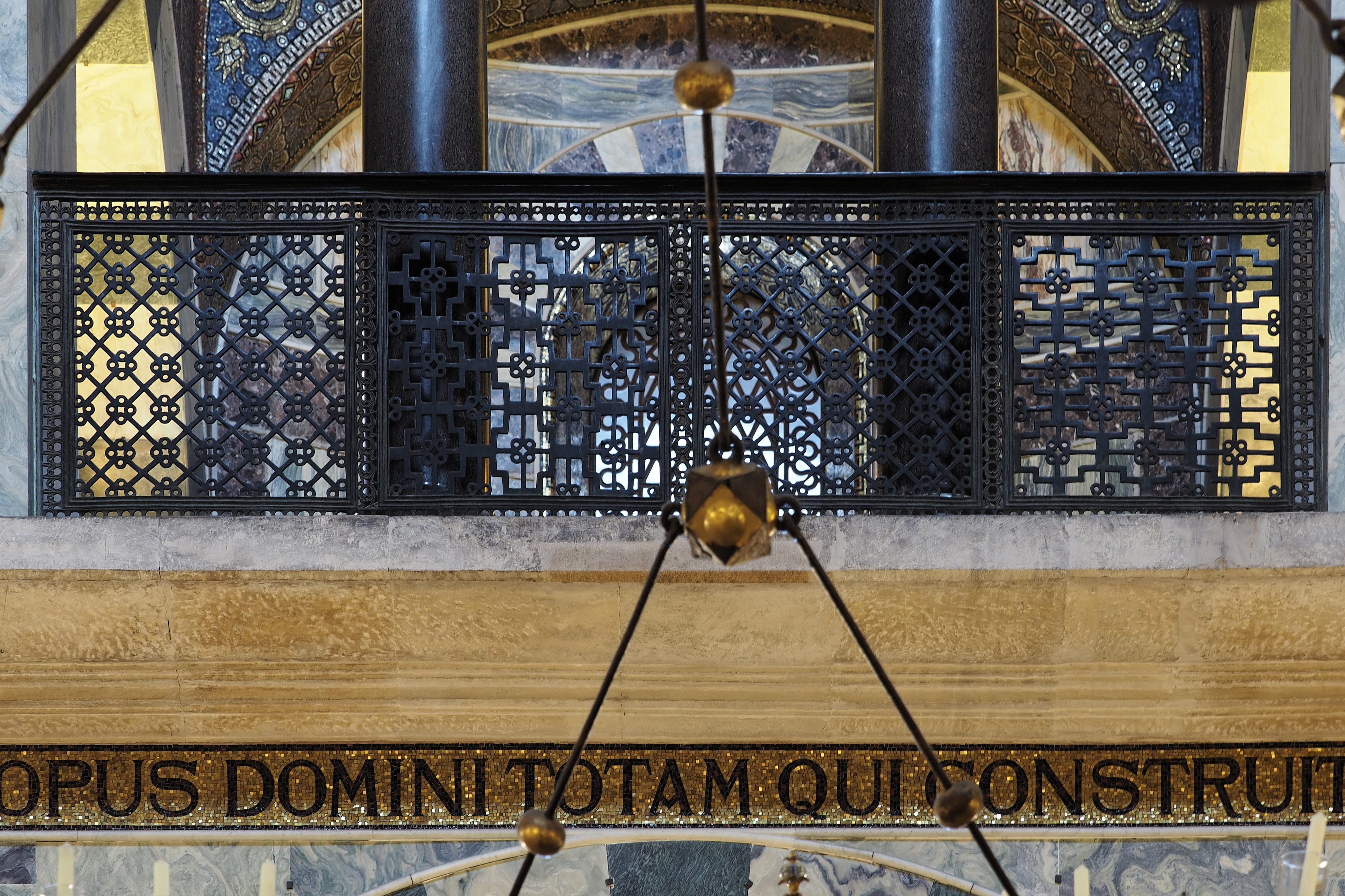
Le ringhiere in bronzo al piano superiore risalgono a Carlo Magno

### Sintesi tra arte antica e arte carolingia
L'esempio del Westwerk carolingio contrasta nettamente con la decorazione antica a dimostrazione della conciliazione di tradizione e innovazione. La struttura della Cappella Palatina ricorda fortemente la San Vitale a Ravenna, consacrata nel 547, a sua volta ispirata all'architettura giustinianea di Costantinopoli. Questo può essere un riferimento plausibile, anche se la Cappella Palatina non ne è una replica (soprattutto le terzine e le culle trasversali).
Il mosaico del Cristo in trono è tecnicamente ispirato ai mosaici romani. Abbiamo potuto evocare a questo proposito quelli di San Giovanni in Laterano a Roma, ma è un tema in espansione in questo momento nell'arte carolingia. Vi è quindi una parziale dipendenza da prestigiosi modelli tardo-antichi. È una fonte primaria di ispirazione, ma si adatta alle esigenze culturali e politiche.

### Simbolismo
L'impianto decorativo e architettonico della Cappella Palatina ha la precisa volontà programmatica di magnificare il ruolo del sacro romano imperatore Carlo.
Fondamentale è l'ubicazione del trono, nella parte ovest della tribuna. Qui assiso, l'imperatore fronteggia il mosaico del Cristo in trono sulla cupola e l'altare del Santo Salvatore, posto alla sua altezza. Domina sull'altare maggiore dedicato alla Vergine Maria, posto nel deambulatorio, sul luogo dell'altare della chiesa precedente. Soprattutto, domina a est l'altare di San Pietro, nell'abside quadrangolare, che sta qui a simboleggiare il Papato. L'organizzazione dello spazio mira dunque a dare a Carlo un posto nel mezzo: designato dal Trono Celeste a governare, egli è superiore al Papa, successore di San Pietro, di cui domina l'altare, ed è unico mediatore del rapporto tra Dio e il suo popolo. Il livello destinato all'imperatore, la tribuna, è quindi quello più importante e a cui dare più risalto, da qui il ricorso alle colonnette cruciformi che raddoppiano l'altezza della tribuna rispetto a quella del livello inferiore dei grandi archi.
(Petrucci 1993)
Non mancano poi rimandi al simbolismo cristiano più standardizzato: es. la scelta della pianta ottagonale centrale, come riportato in un testo di Alcuino, era un chiaro richiamo alla Gerusalemme Celeste, un tema poi ripreso dal Barbarossa quando commissionò il candelabro oggi ancora installato nel tempio.

## Lascito storico-architettonico
Come anticipato, la cappella costruita per Carlo Magno ad Aquisgrana costituisce uno dei più (forse il più) fulgido esempio di architettura carolingia. Inevitabilmente, gli elementi più innovativi di questo tempietto (la pianta centrale, il richiamo rielaborato in chiave verticale all'antichità romana e alla monumentale edilizia sacra bizantina) furono ripresi in diverse parti del Sacro Romano Impero in periodi successivi. L'aristocrazia carolingia, fosse essa civile o ecclesiastica, diede nell'immediato poca eco alla Cappella, iniziando a promuovere l'erigenda di edifici a pianta centrale quando il dominio dei Carolingi era decaduto ed era stato sostituito da quello degli Ottoni: in quel momento l'architettura carolingia funse da riferimento principale per abbazie o collegi. Al tempo di Carlo Magno, la pianta ottagonale ed esagonale della Cappella rimase isolata, forse proprio perché precipuo appannaggio del tempio privato dell'imperatore.
Richiami alla Cappella di Aquisgrana nell'architettura ottoniana si trovano:
- nella Chiesa dei SS. Pietro e Paolo (Ottmarsheim), del ventennio 1040-1060, è una versione semplificata della Cappella, poiché il deambulatorio è ottagonale come la struttura centrale. Viene ripreso anche l'anti-portico, il sistema delle volte, la galleria/tribuna e il tamburo finestrato.
- nell'abside della Cattedrale di Essen, eretta durante i lavori di ristrutturazione dell'antica abbazia locale per volontà di Sofia I di Gandersheim, figlia dell'imperatore Ottone II,[11] dotato d'una cupola su tamburo a pianta centrale;

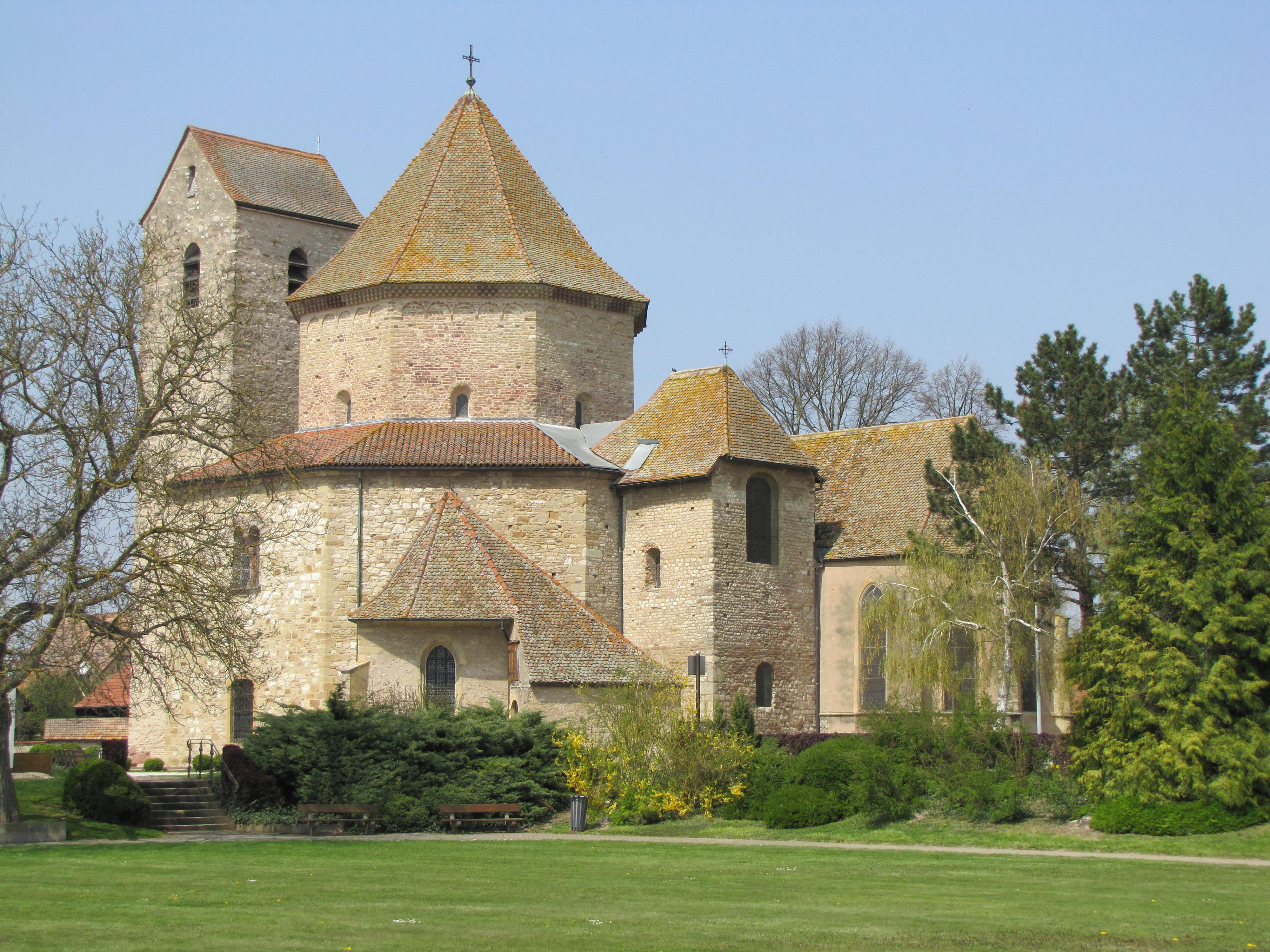
Abbazia di Ottmarsheim (ESTERNO)
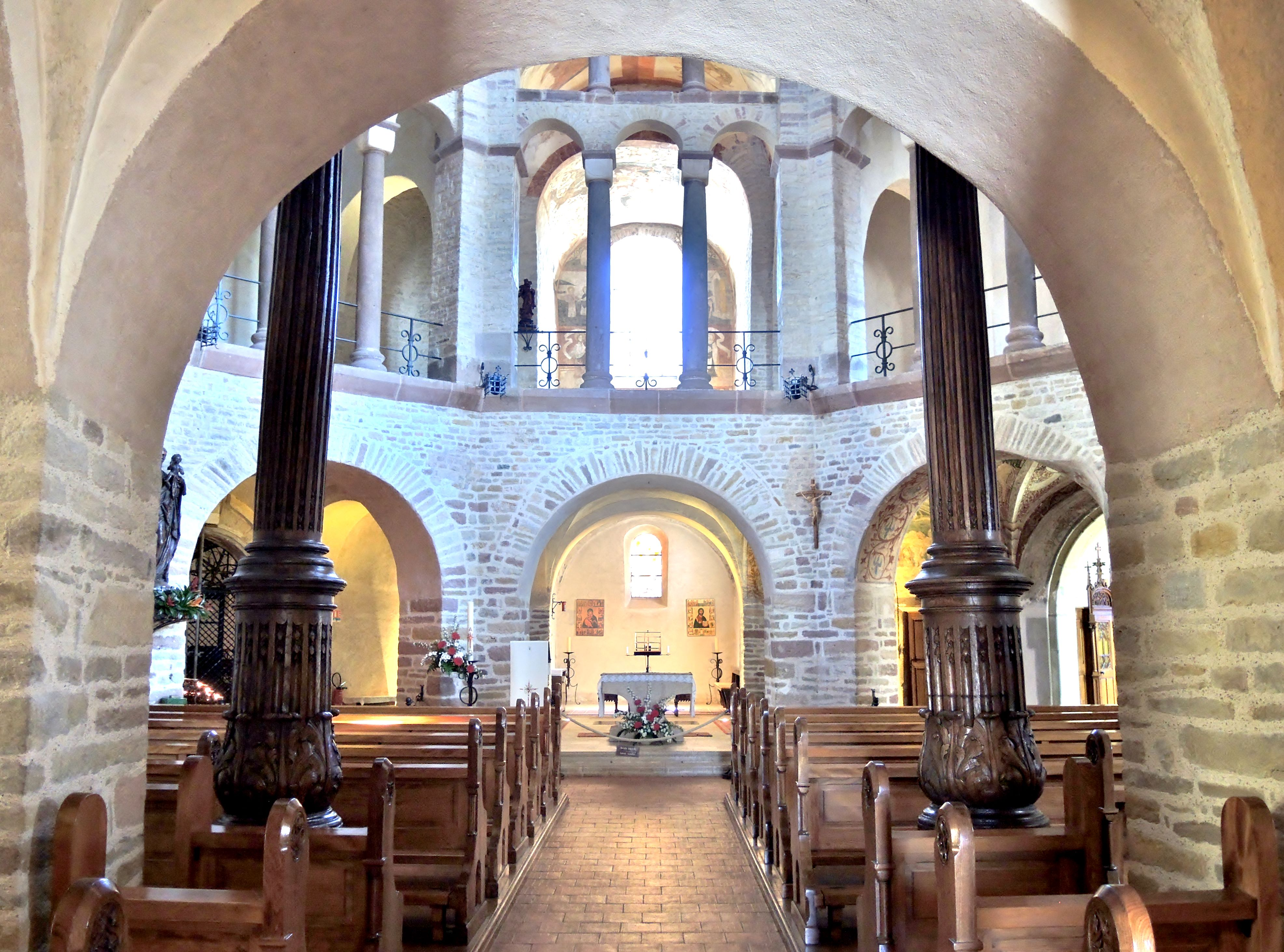
Abbazia di Ottmarsheim (INTERNO)
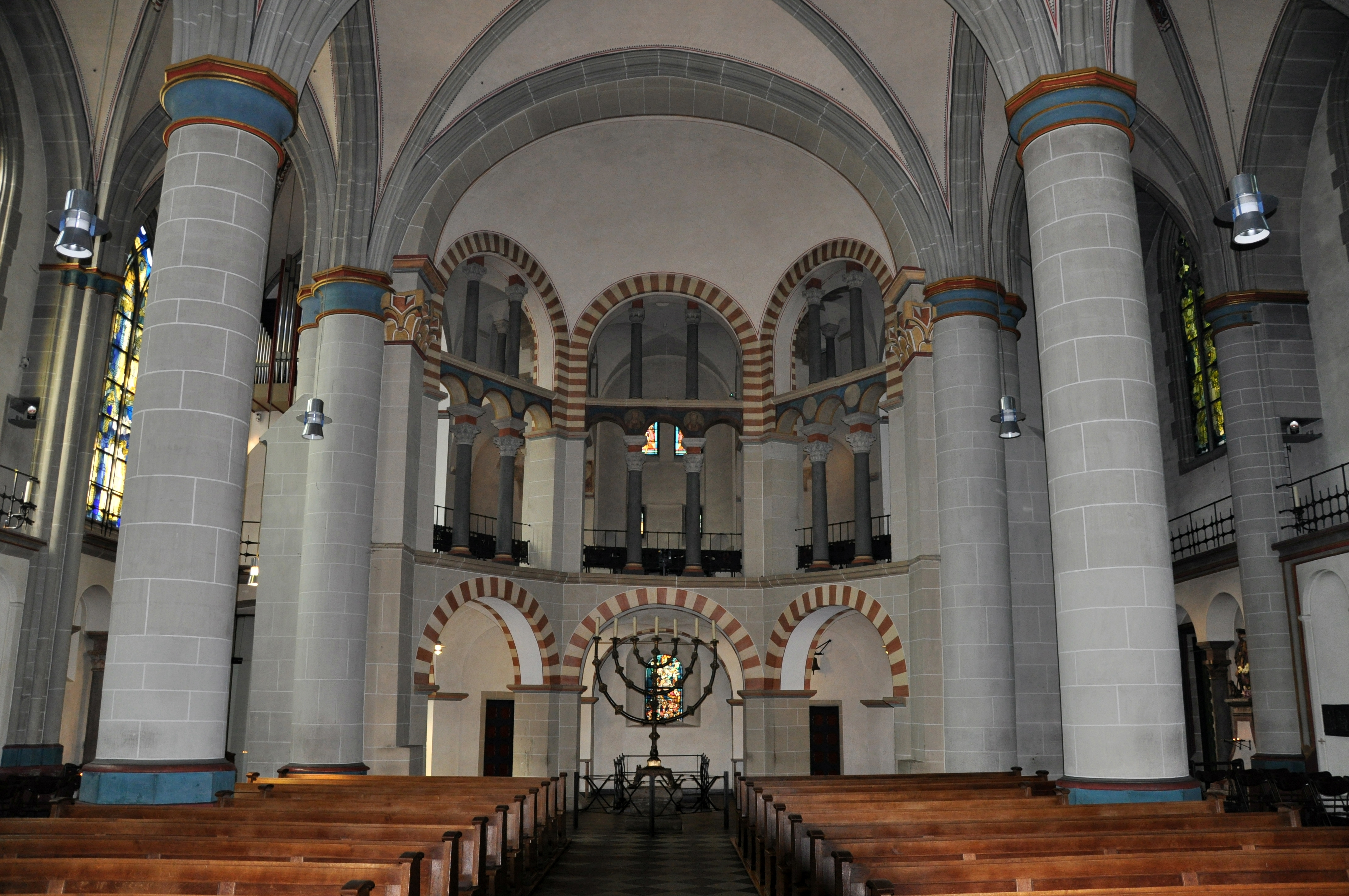
Coro della Cattedrale di Essen

- nella Nikolauskapelle di Nimega (Paesi Bassi), datata al 1050: troviamo sia la pianta ottagonale centrale sia quella esadecagonale di contorno;

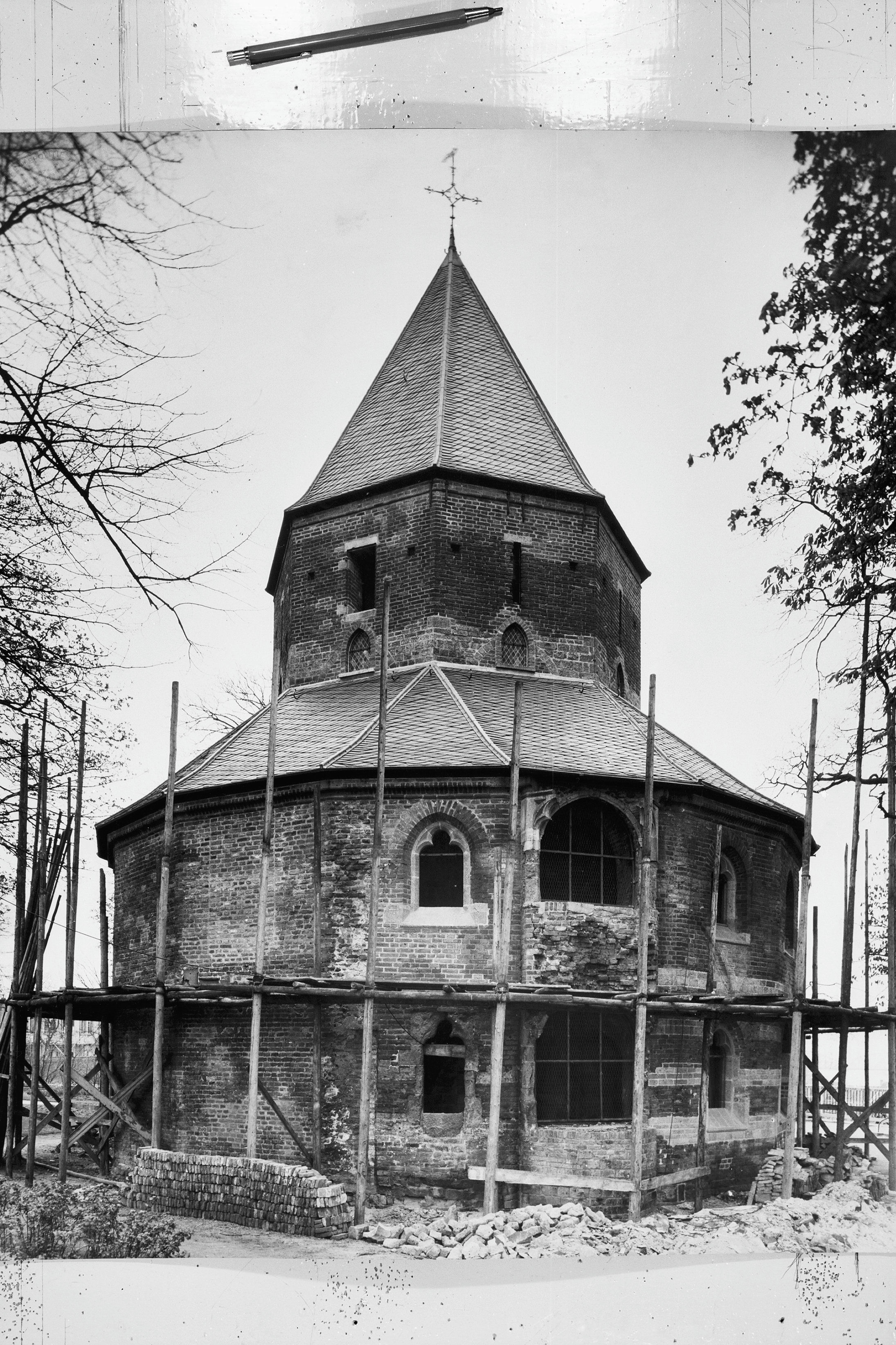
Nikolauskapelle (ESTERNO) - fotografia del 1957
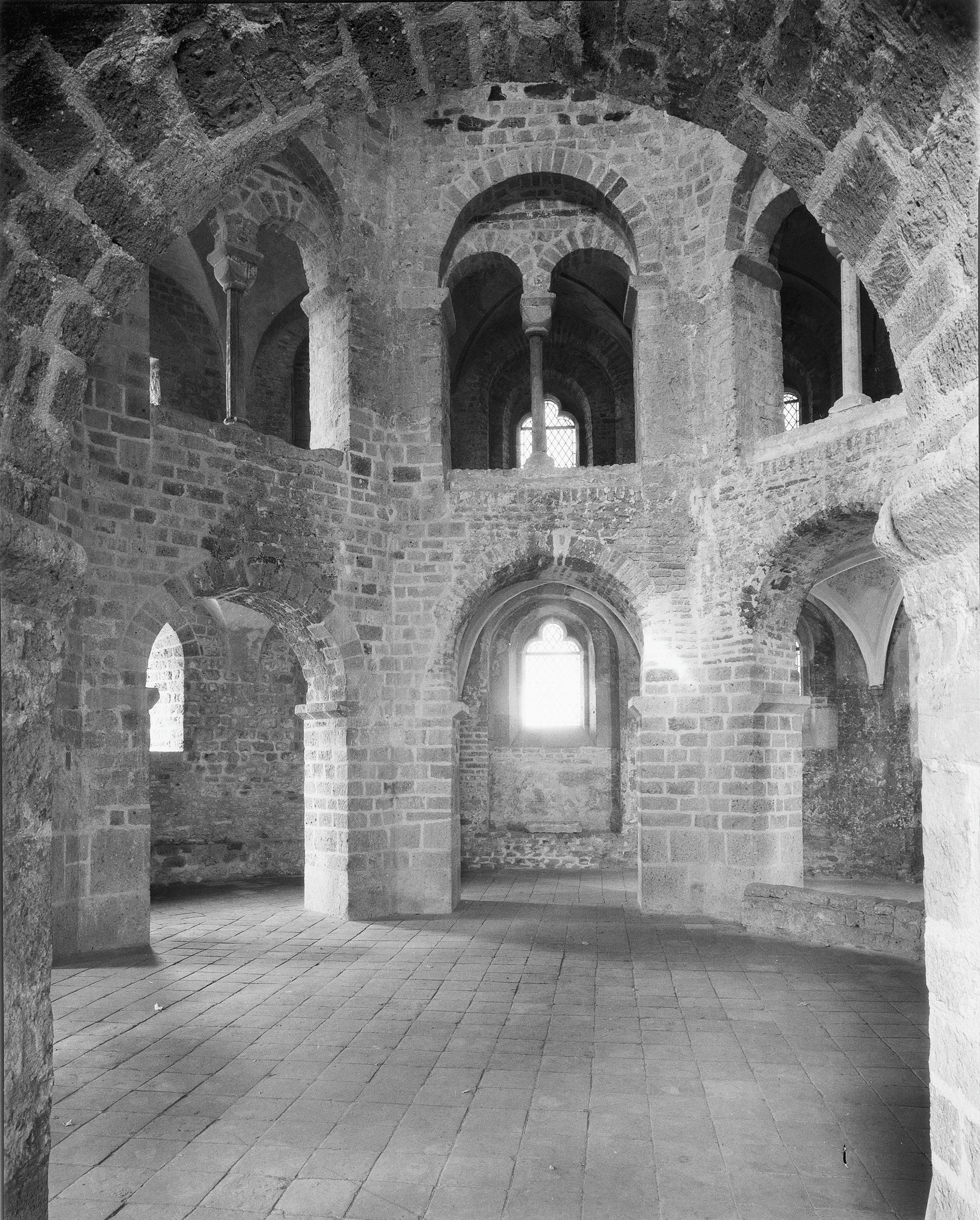
Nikolauskapelle (INTERNO) - fotografia del 1959

- nell'Oratorio carolingio di Germigny-des-Prés (vicino a Saint-Benoît-sur-Loire), completato nell'806 e parte nella residenza di Teodulfo (intimo di Carlo Magno, vescovo di Orléans nel 798), dove troviamo la pianta centrale oltre a un mosaico dorato d'ispirazione bizantina sulla volta dell'abside;
- nella rotonda centrale dell'Abbazia di Saint-Bénigne (Digione), costruita dal 1001 al 1018;
- nella cupola "carolingia" di 18 metri, con 8 lati ma su base quadrata, di Perrecy-les-Forges (Saona e Loira).

## Galleria d'immagini

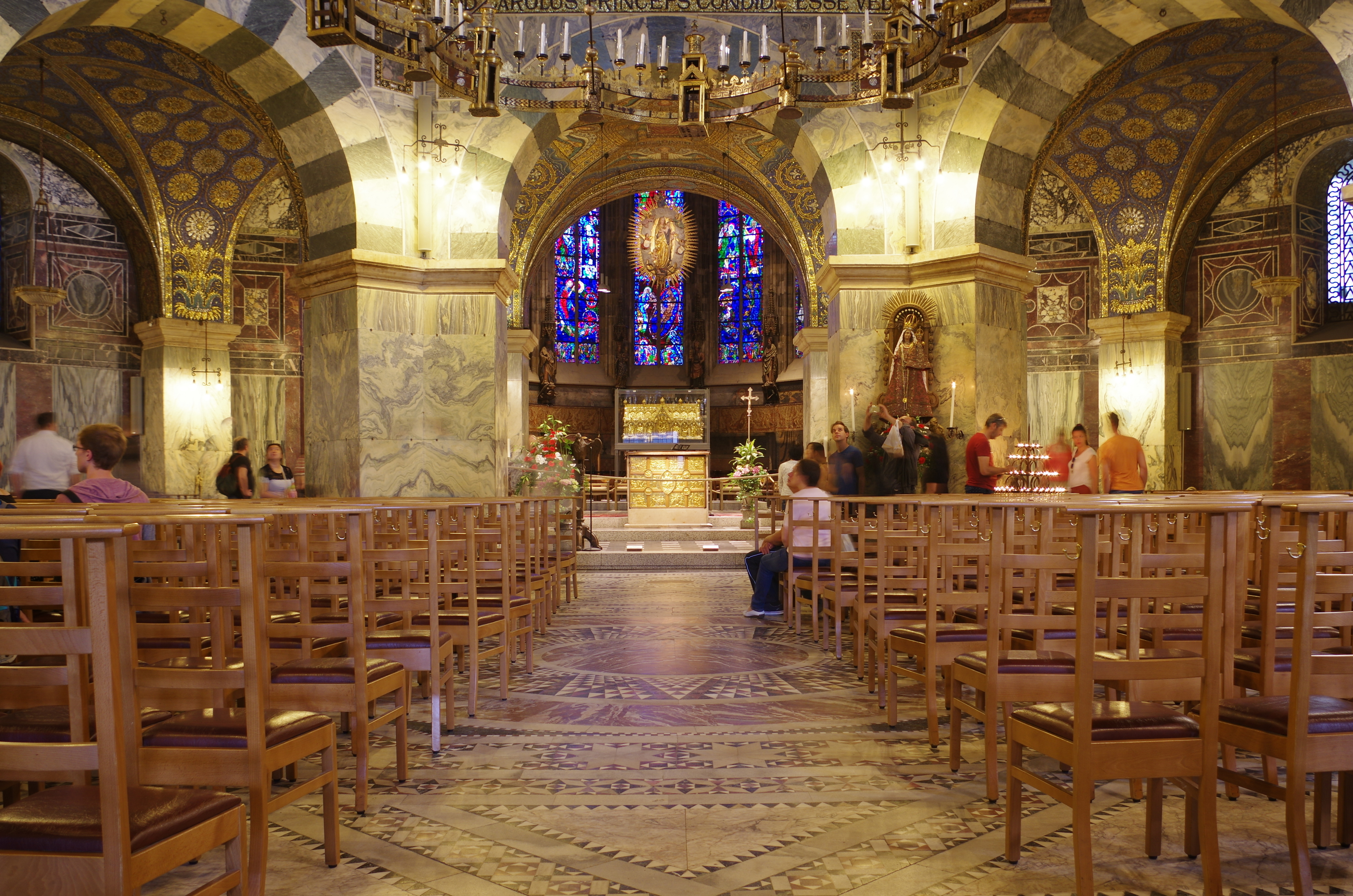
La Cappella Palatina vista dal livello del pavimento
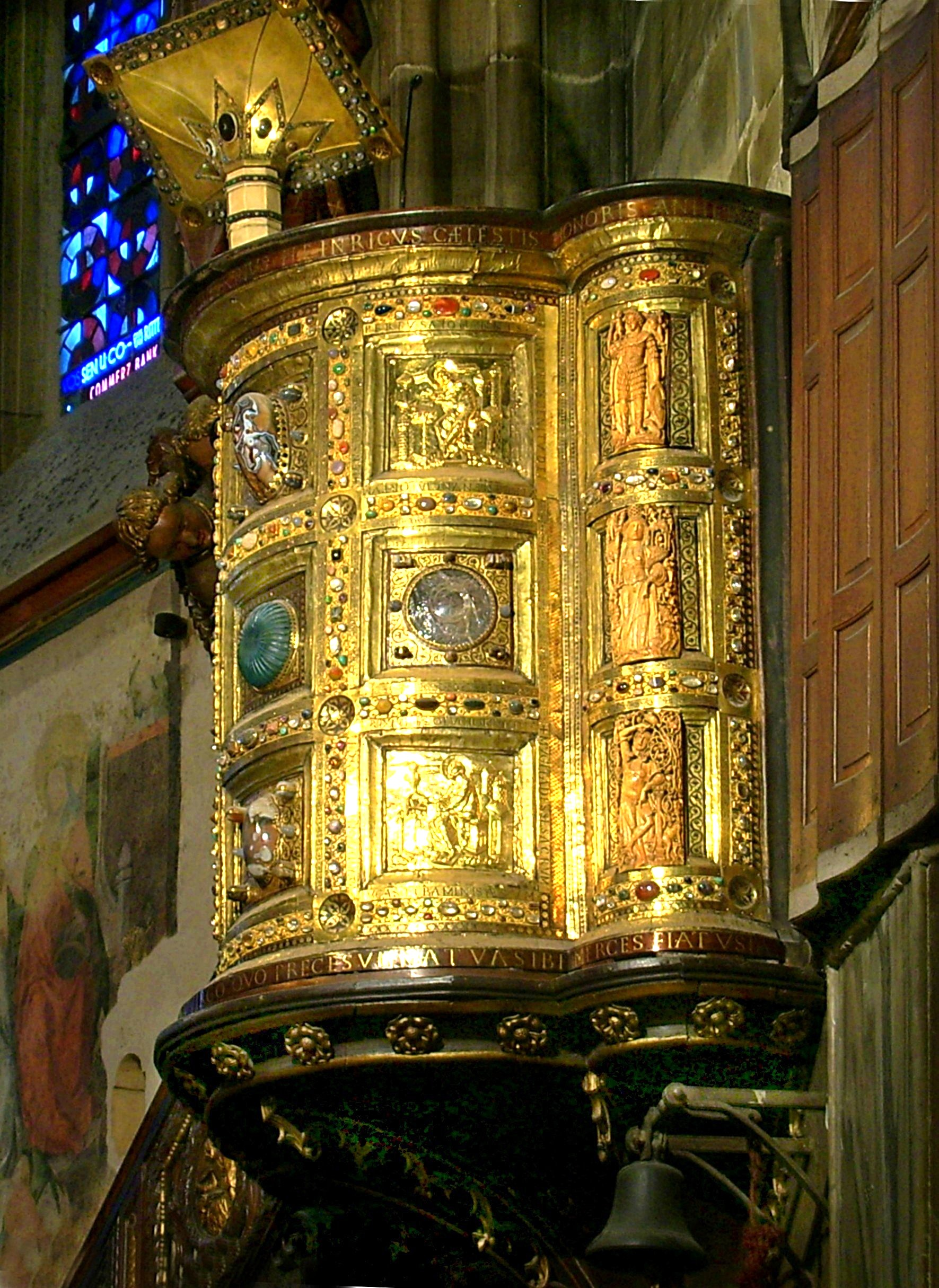
Il "Pulpito di Enrico II"
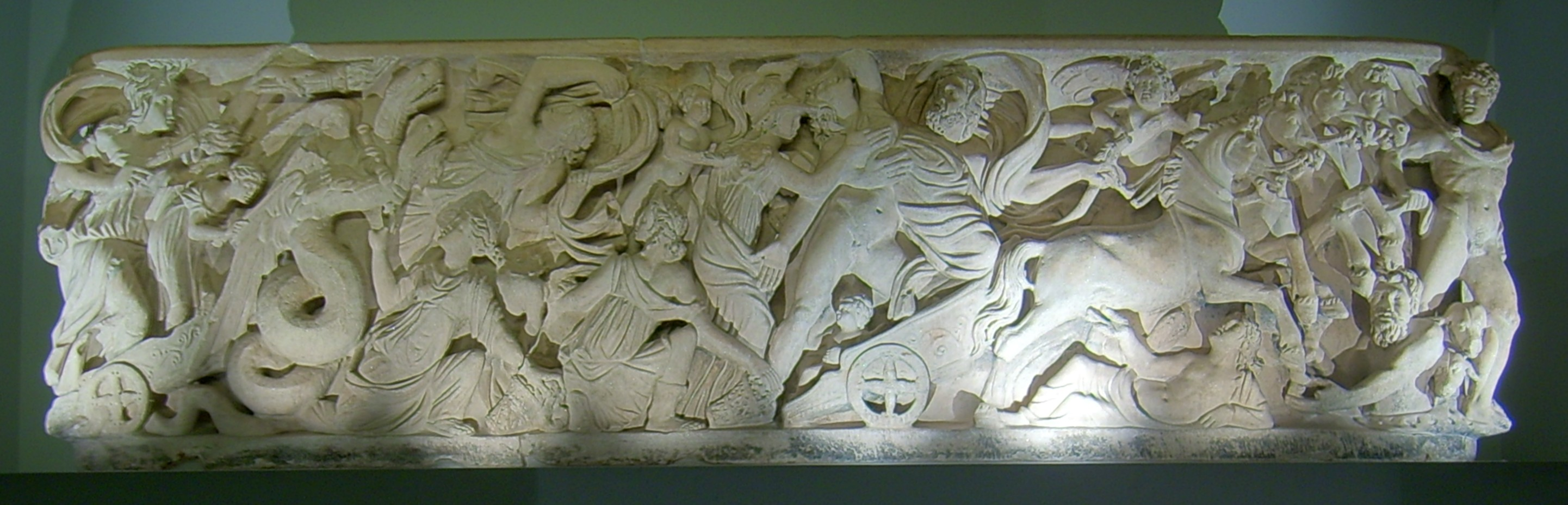
Il Sarcofago di Proserpina secondo la tradizione «fu nella Cattedrale di Aquisgrana il sarcofago di Carlo Magno dal 28 gennaio 814 fino al 1165, quando Federico Barbarossa fece esumare le ossa dalla tomba per riporle in un reliquiario»
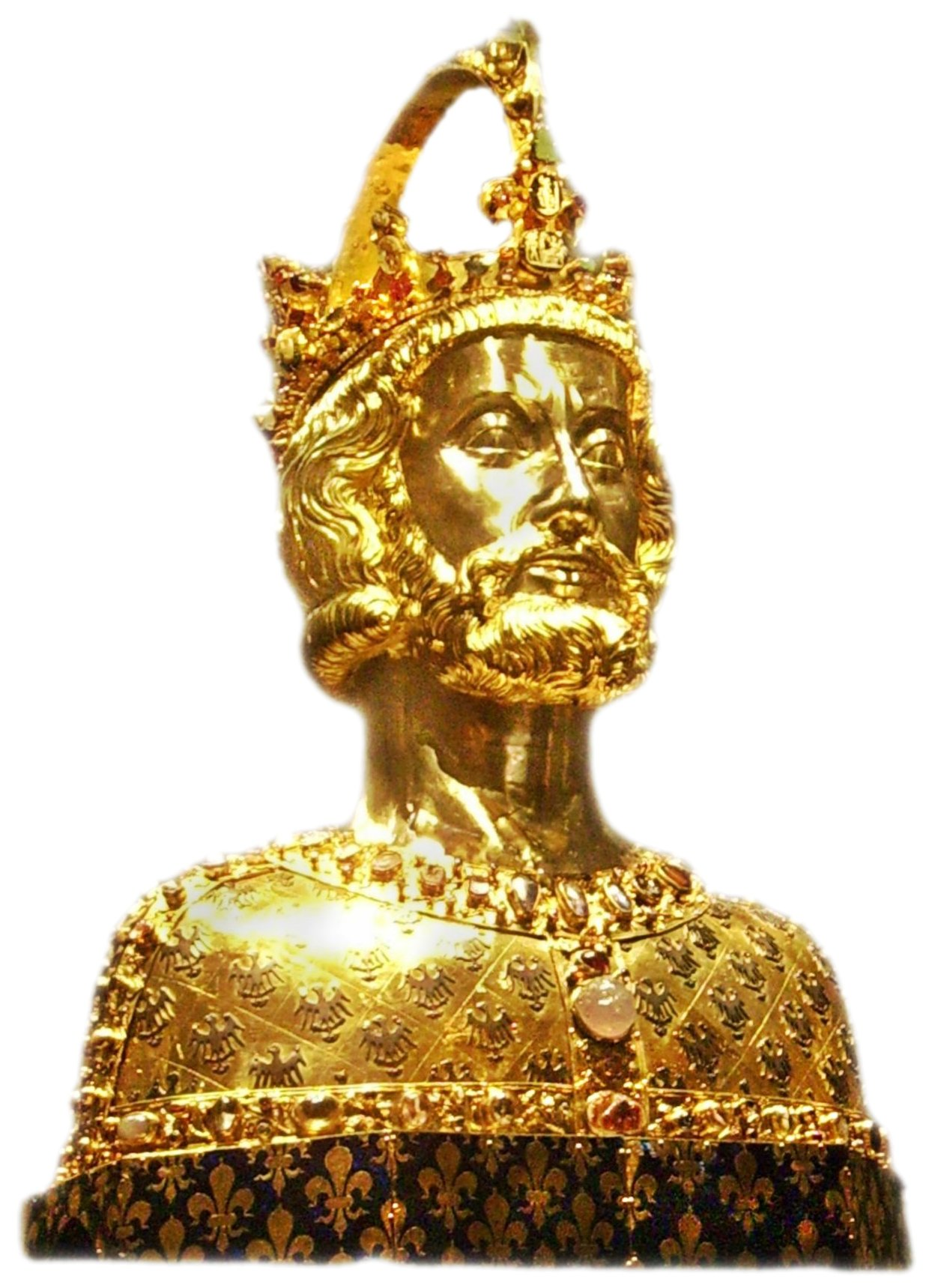
Il Busto di Carlo Magno, il reliquiario che accolse le spoglie dell'imperatore quando il Barbarossa le spostò dal Sarcofago di Proserpina

### Esplicative
1. ↑  Carlo Magno, inoltre, offerto a Saint-Riquier, durante la costruzione della cappella palatina di Aquisgrana, elementi dall'Italia destinati alla cappella.

### Bibliografiche
1. ↑  Eginardo e altri, Annales regni Francorum, DCCLXV (testo in latino con traduzione in francese Archiviato il 5 dicembre 2009 in Internet Archive.).
2. ↑  (FR) Riché P, La vie quotidienne dans l'Empire carolingien,  p. 57.
3. ↑  Conant 1994, p. 47.
4. ↑  Gould 2013.
5. ↑  Jeep 2001, p. 1.
6. ↑  Garrison 2012, pp. 62-63.
7. ↑  Bayer 2014.
8. ↑  (DE) Schomburg S, Der Ambo Heinrichs II. im Aachener Dom [TESI], Aquisgrana, Technische Hochschule Aachen, 1998.
9. ↑  (FR) Heitz C, Recherches sur les rapports entre architecture et liturgie à l'époque carolingienne, Bibliothèque générale de l'Ecole pratique des hautes études, n. 6, Parigi, 1963.
10. ↑   Lorenzoni G, Monumenti di età carolingia. Aquileia, Cividale, Malles, Münster, Ricerche e studi d'arte medioevale, n. 2, Padova, 1974.
11. ↑   John W. Bernhardt, Itinerant Kingship and Royal Monasteries in Early Medieval Germany, C.936-1075, Cambridge University Press, 2002, ISBN 0-521-52183-1.
12. ↑   Sarcofago di Proserpina, su izi.TRAVEL. URL consultato l'8 marzo 2021.

### Fonti
- (LA) Eginardo, Vita et gesta Caroli Magni, Colonia, 1521  [IX secolo]., ed.  Marucci M (a cura di), Vita di Carlo Magno, Salerno, 2006, ISBN 978-888-402547-0.

### Studi
In italiano
- Gianandrea M, La Cappella Palatina di Aquisgrana, in Storia della civiltà europea a cura di Umberto Eco, Roma, Istituto dell'Enciclopedia Italiana, 2014.
- Hubert J, L'architettura e la sua decorazione, in Hubert J, Porcher J e Volbach wf (a cura di), L'impero Carolingio, rist., Rizzoli, 1981.
- Petrucci A, CAROLINGIA, Arte, in Enciclopedia dell'arte medievale, Roma, Istituto dell'Enciclopedia Italiana, 1993.

In altre lingue
- (DE) Bandmann G, Die Vorbilder der Aachener Pfalzkapelle, in Braunfels W (a cura di), Karl der Grosse. Lebenswerk und Nachleben, vol. 3, Düsseldorf, 1965,  pp. 424-462.
- (DE) Bayer CMM, Das Grab Karls des Grossen, in Pohle (a cura di), Karl der Grosse: Orte der Macht: Essays, Dresden, Sandstein Verlag, 2014,  pp. 382-91, ISBN 978-3-95498-092-5.
- (EN) Conant KJ, Carolingian and Romanesque Architecture, 4ª ed., New Haven, CT, Yale University Press, 1994  [1959], ISBN 0-3000-5298-7, LCCN 78149801.
- (EN) Garrison E, Ottonian Imperial Art and Portraiture: The Artistic Patronage of Otto III and Henry II, Farnham, UK, Ashgate, 2012, ISBN 978-0-7546-6968-5, LCCN 2011013779.
- (EN) Gould A, Marble Revetments, in Orthodox Arts Journal, 8 gennaio 2013. URL consultato il 15 maggio 2015.
- (EN) Jeep JM (a cura di), Medieval Germany: An Encyclopedia, New York, NY, Garland Pub., 2001, ISBN 978-0-8240-7644-3, LCCN 00061780.
- (EN) McClendon CB, The Origins of Medieval Architecture: Building in Europe: A.D 600-900, New Haven, CT, Yale University Press, 2005,  pp. 108-119, ISBN 0-3001-0688-2, LCCN 2004023967.
- (EN) UNESCO, Aachen Cathedral, su UNESCO, World Heritage List, 1992. URL consultato il 15 maggio 2015 (archiviato dall'url originale il 10 maggio 2015).